# Province de Phuket
Cet article concerne la province de Thaïlande. Pour l'île, voir Ko Phuket. Pour la ville thaïlandaise, voir Phuket (ville).
La province de Phuket est une des provinces méridionales (changwat) de la Thaïlande.
Même si les provinces voisines sont celles de Phang Nga au Nord et de Krabi au Sud, la province de Phuket est essentiellement constituée par l'île de Ko Phuket et n'a donc aucune frontière terrestre. Seule l'île principale de Ko Phuket est reliée par un pont au continent, le Sarasin Bridge (en). La capitale de cette province est la ville de Phuket.
La province est l'une des régions les plus touristiques de la Thaïlande et est desservie par l'aéroport international de Phuket.

## Géographie

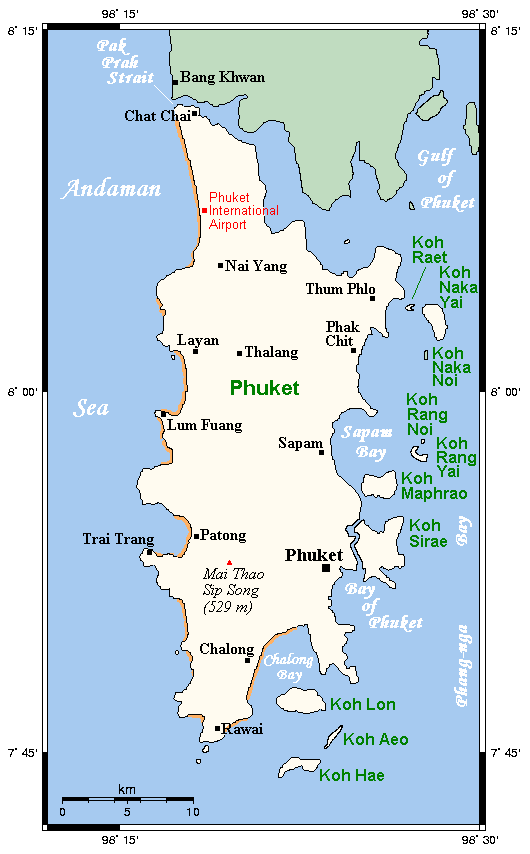
Carte de la grande île de Phuket, des principales villes (Phuket, Rawaï, Patong...) et des petites îles environnantes

La province compte non seulement la grande île de Ko Phuket elle-même, mais aussi d'autres petites îles environnantes dont :
- Ko Aeo ;
- Ko Bon ;
- Ko Hei ;
- Ko Lone ;
- Ko Mapraow ;
- Ko Naka Yai ;
- Ko Racha Noi ;
- Ko Racha Yai ;
- Ko Sirae.

## Démographie
Au recensement de 2010, la population de la province était estimée à 525 018 habitants dont 115 881 étrangers représentant 21 % de la population.
Comme dans la majeure partie de la Thaïlande, la majorité de la population est bouddhiste, mais il y a un nombre significatif de musulmans (40 %), sur Ko Phuket.

## Tourisme
Dans les années 1970, comme le raconte l'écrivain thaïlandais Chart Korbjitti dans son livre Chiens fous (พันธุ์หมาบ้า), le tourisme explose avec l'arrivée massive de touristes étrangers dont de nombreux jeunes hippies. Depuis les années 1980, Ko Phuket est devenue l'une des attractions touristiques principales de la Thaïlande. Et, en 2019, 14 millions de touristes sont venus à Phuket mais seulement 4 millions étaient thaïlandais.
Il y a aujourd'hui à Phuket, en 2021, plus de 1 800 hôtels (près de 1 945) avec plus de 93 400 chambres (près de 100 000) : des centaines et des centaines d'hôtels ont été construits accompagnés de son lot de spéculations immobilières, de dégradations massives de l'environnement, d'escroqueries et de corruptions et aussi de hausse de l'alcoolisme et de crimes tels la prostitution et le trafic de drogues ; mais aussi de prospérité économique, d'emplois, de rencontres cosmopolites et d'échanges culturels, intellectuels et fraternels...
En 2020 et 2021, le tourisme s'est effondré à cause de la pandémie de Covid-19 : les conditions d'entrée en Thaïlande sont alors drastiques et les visiteurs sont placés en quarantaine dans les hôtels pour protéger la santé des citoyens et éviter une catastrophe sanitaire : Phuket a perdu près de 90 % de ses touristes et n'a donc accueilli que 1,5 million de touristes en 2020 (touristes de janvier et février 2020 non inclus), essentiellement des expatriés et des thaïlandais. C'est un désastre pour l'industrie du tourisme et pour les très nombreux citoyens qui y travaillent et en vivent mais, pour la nature, la pandémie a des conséquences positives : la pollution de l'eau, de l'air et sonore a fortement chuté ; l'eau est redevenue turquoise, cristalline et claire ; la faune et la flore sous-marine revivent ; les paysages ont retrouvé leur splendeur d'antan avec de superbes plages de sable blanc entièrement désertes : c'est pourquoi, pour la première fois depuis 20 ans, des tortues marines sont revenues pondre sur les plages de l'île,. Face à ce constat, les autorités thaïlandaises aimeraient engager leur pays dans une nouvelle voie : en finir avec le tourisme de masse pour se tourner vers un développement plus raisonné, en accord avec la protection de l’environnement et de ses écosystèmes.
Depuis le mois de juillet 2021, il est de nouveau possible aux étrangers de se rendre à Phuket sans à avoir à faire de quarantaine.

## Nature

Des oiseaux ...
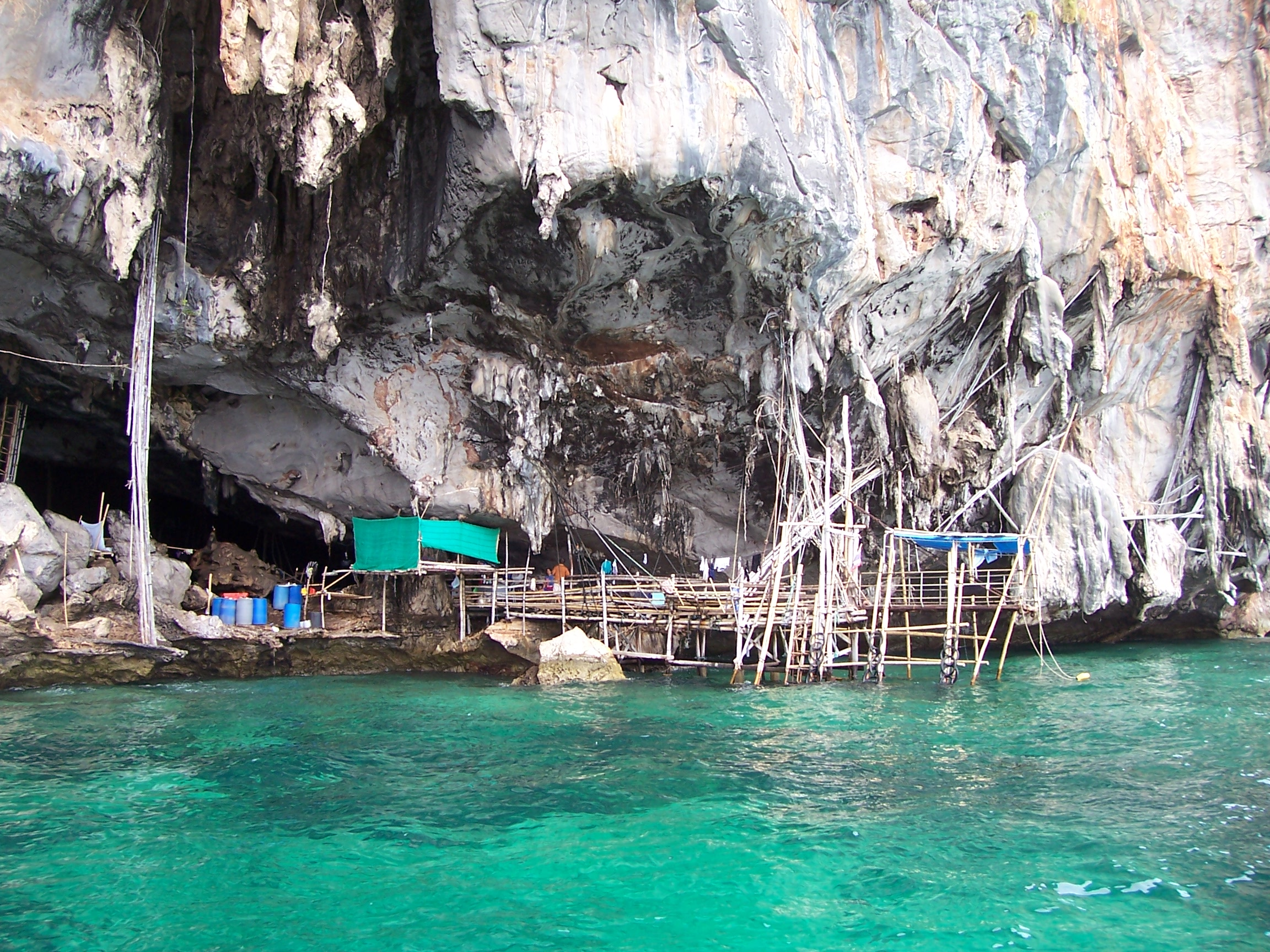
Grotte aux nids d'hirondelles
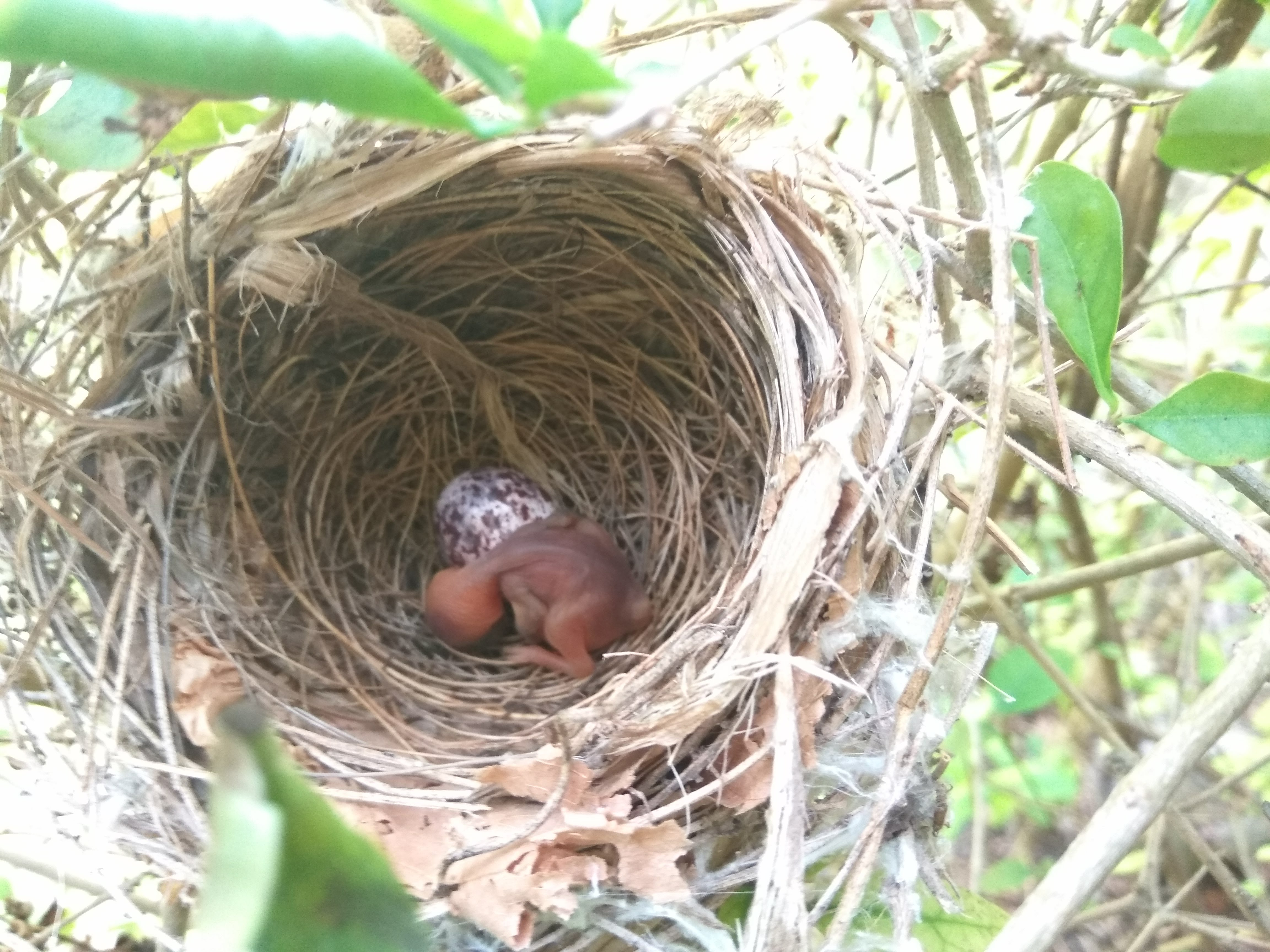
Nid de bulbul goiavier avec un œuf et un oisillon nouveau-né
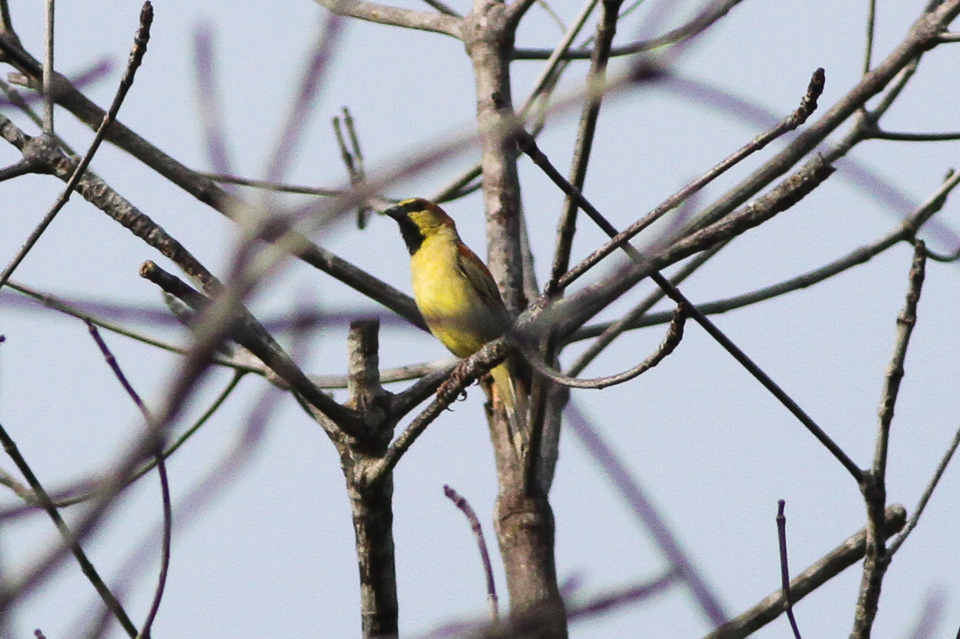
Moineau flavéole
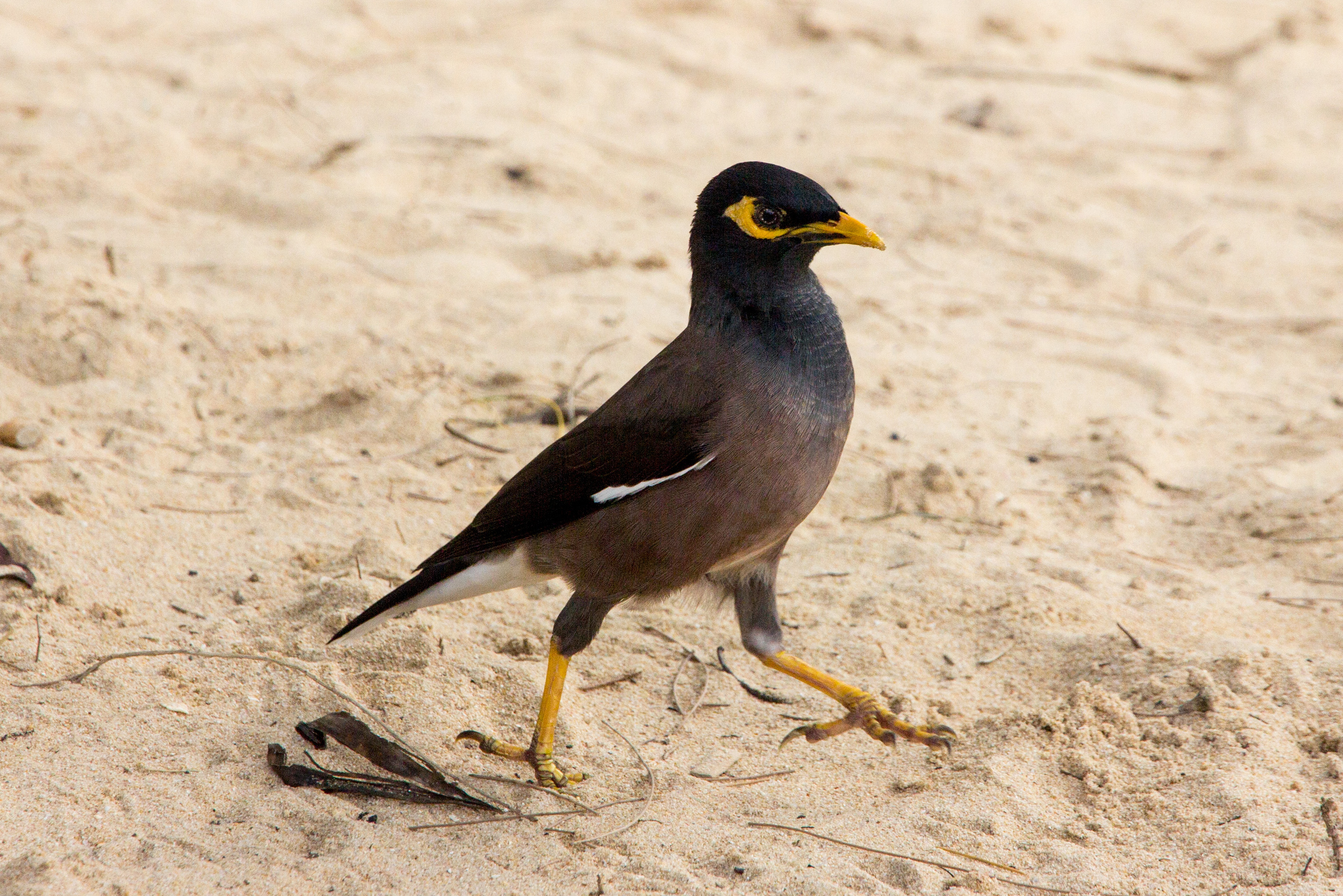
Martin triste
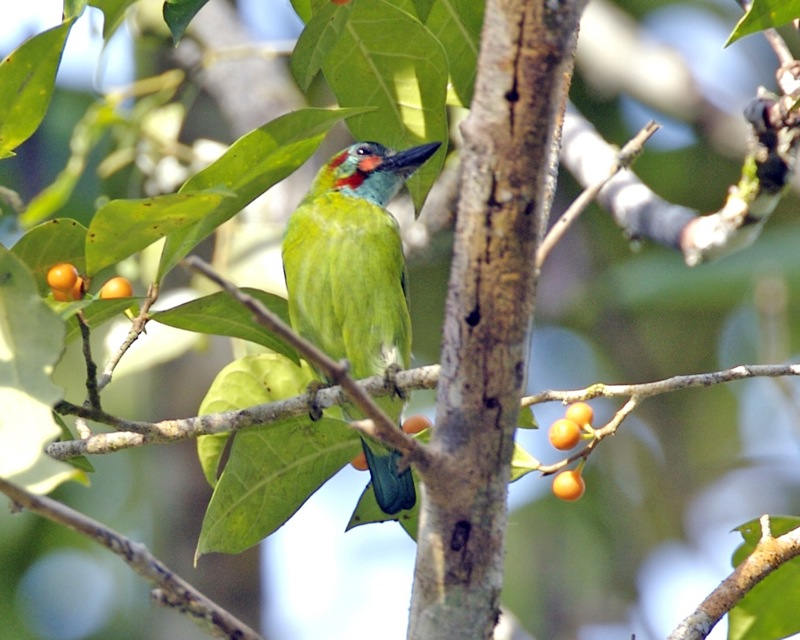
Barbu à oreillons noirs
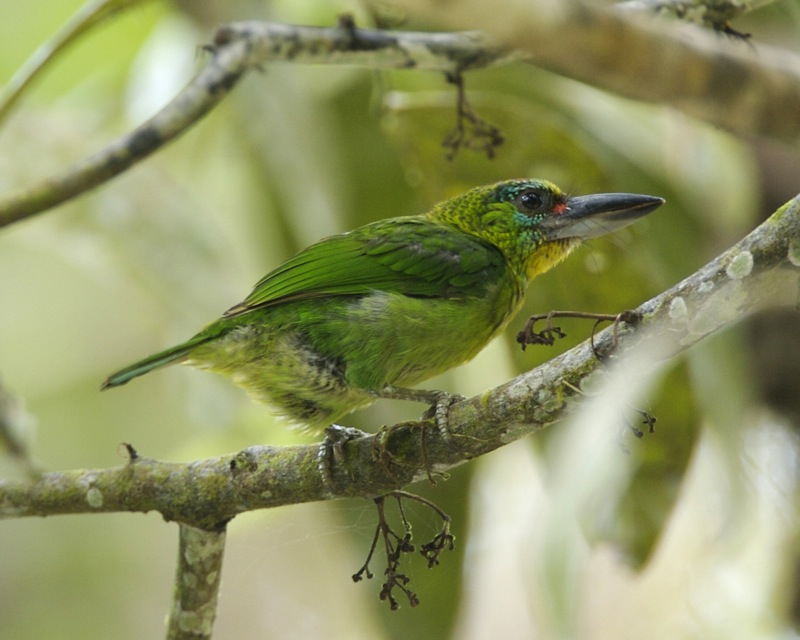
Barbu arlequin
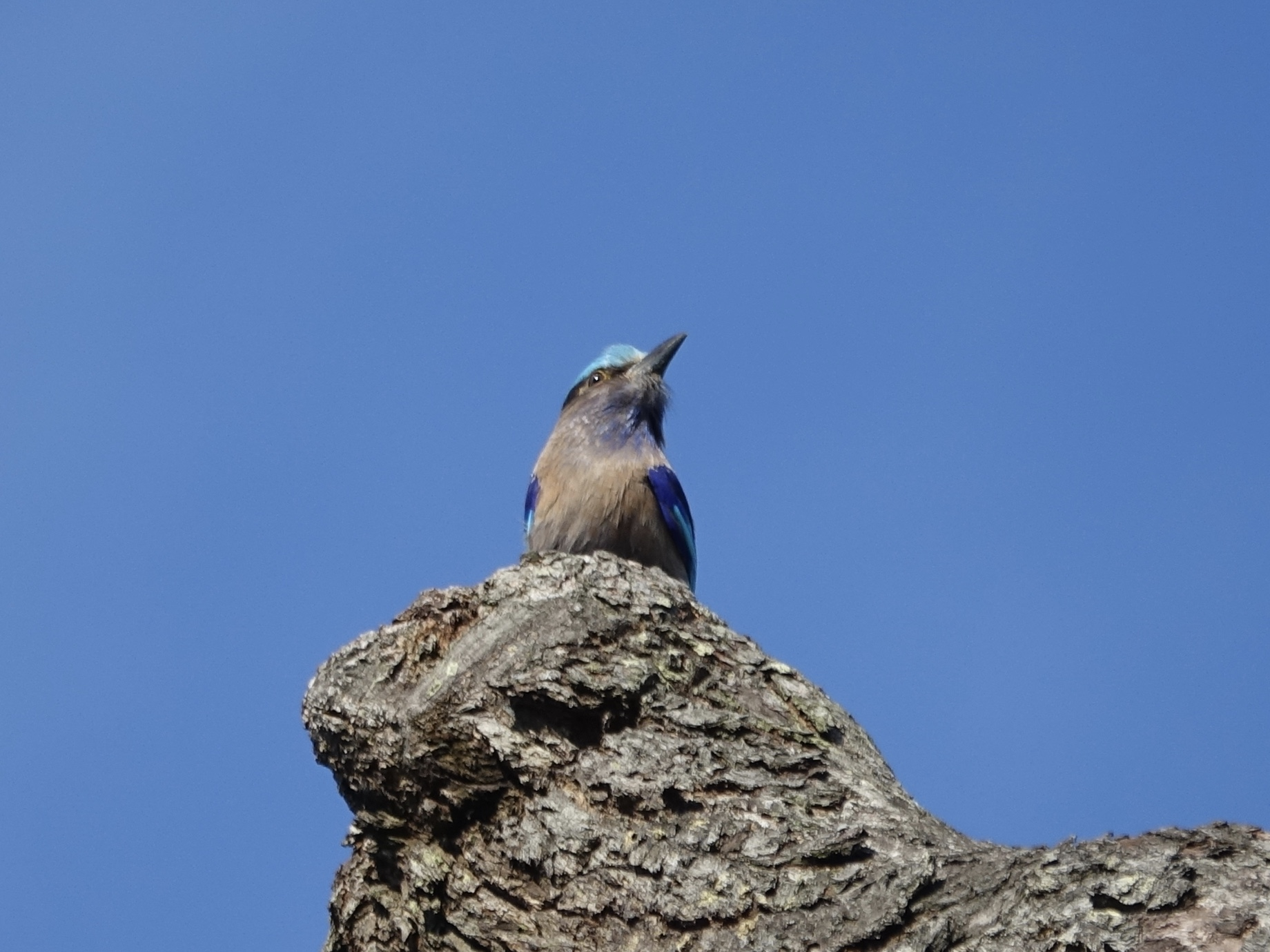
Rollier indochinois
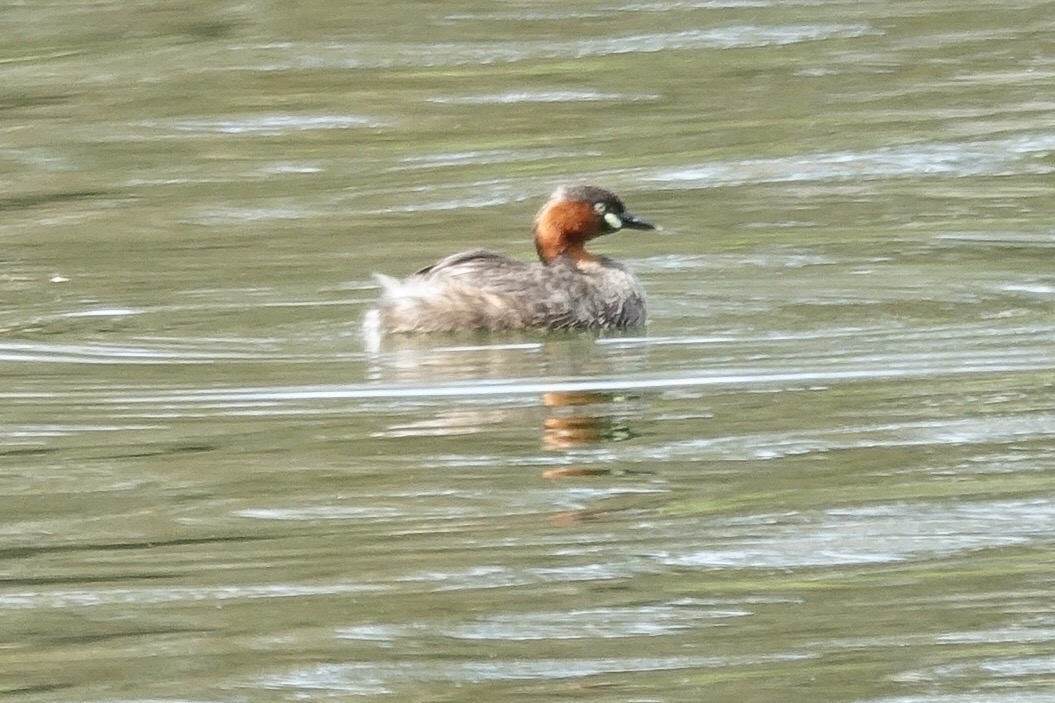
Grèbe castagneux
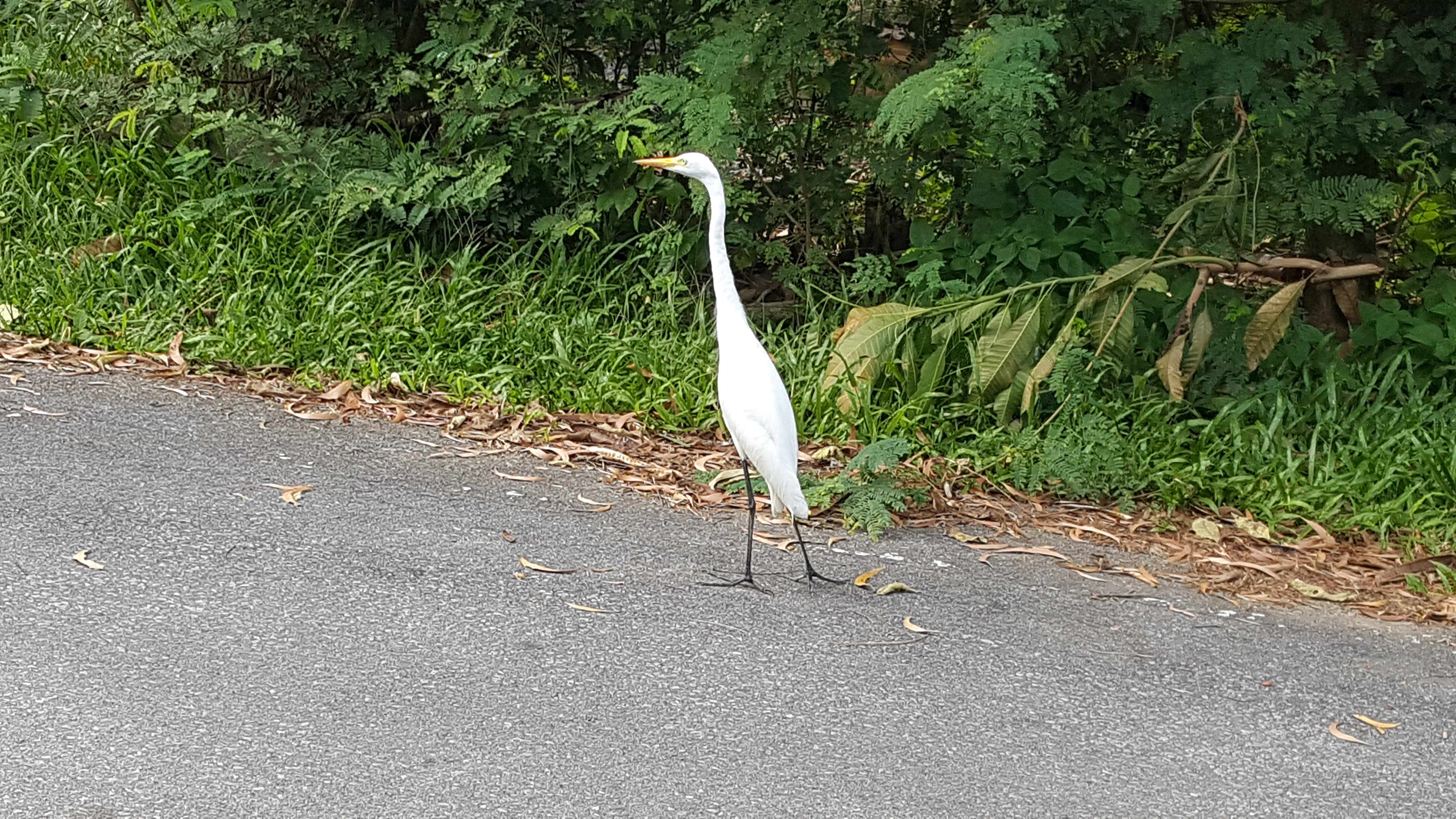
Grande aigrette Ardea alba modesta

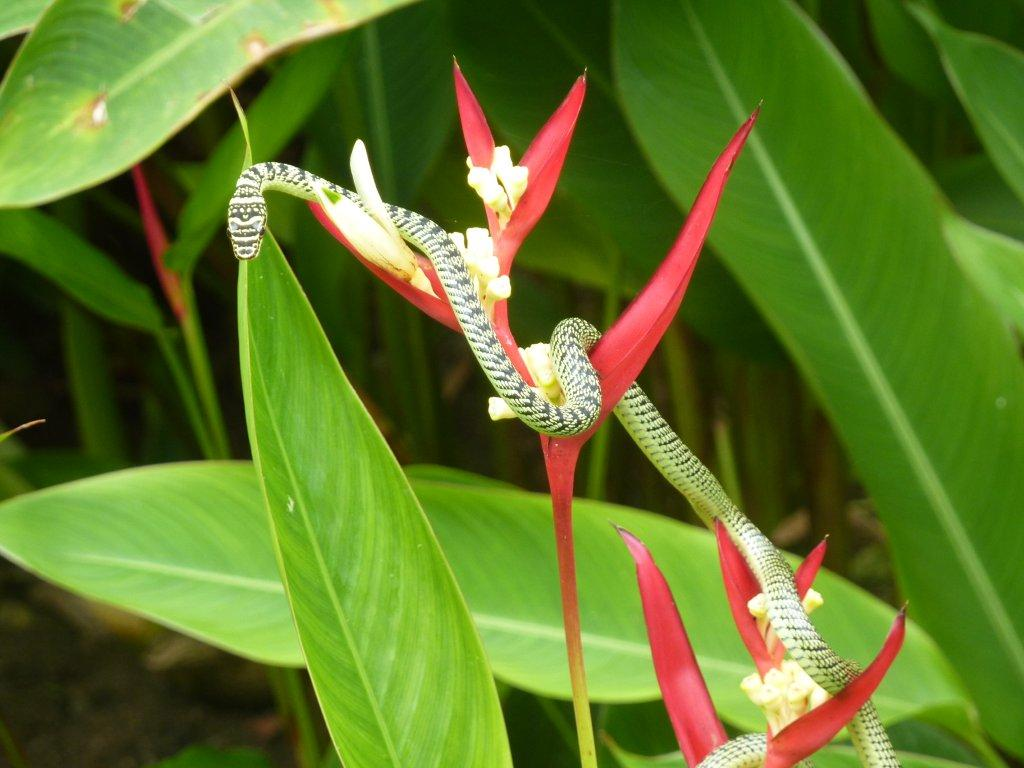
La jolie couleuvre volante Chrysopelea ornata et autres serpents...

Des coraux, des anémones de mer, des poissons...
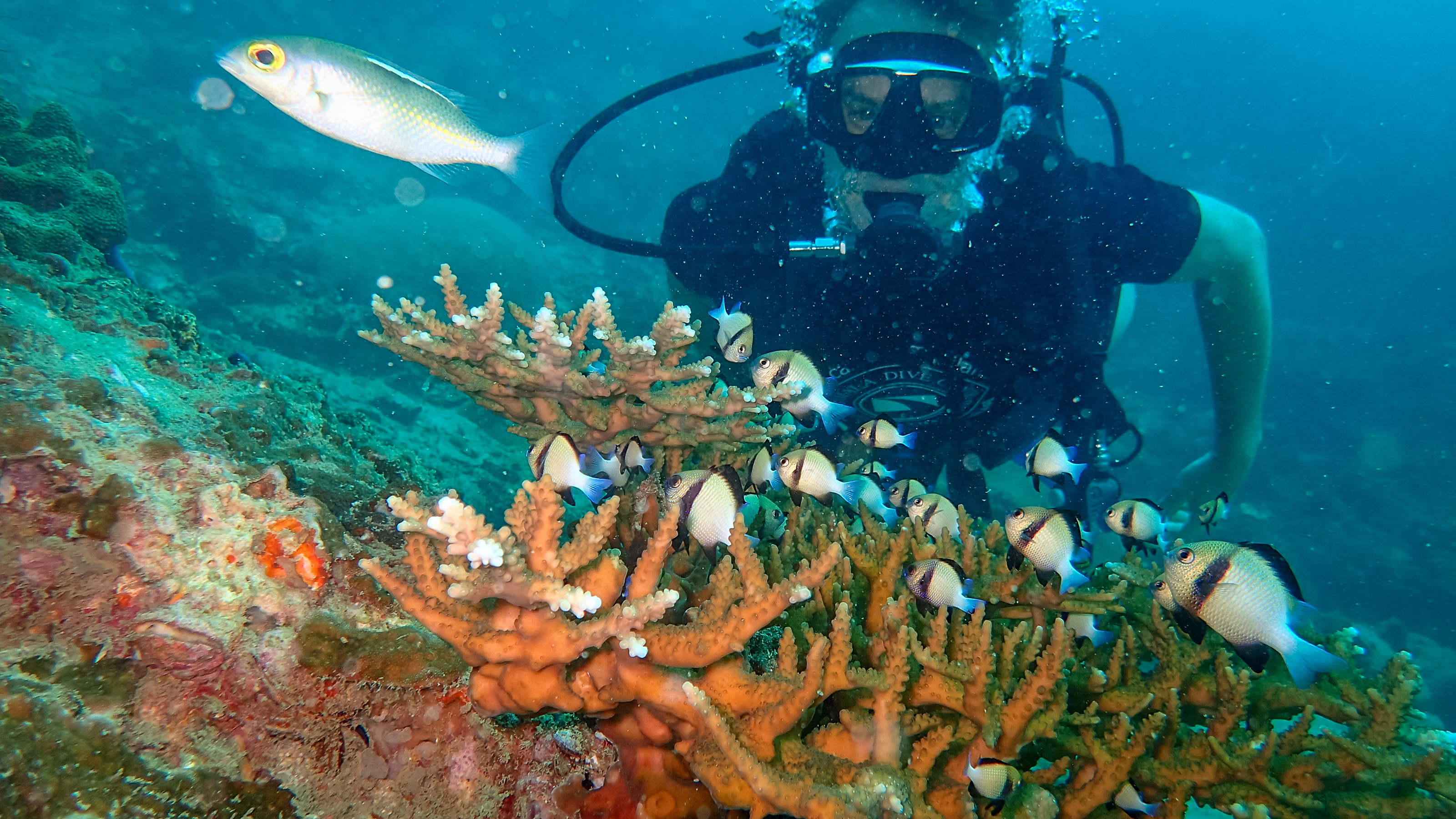
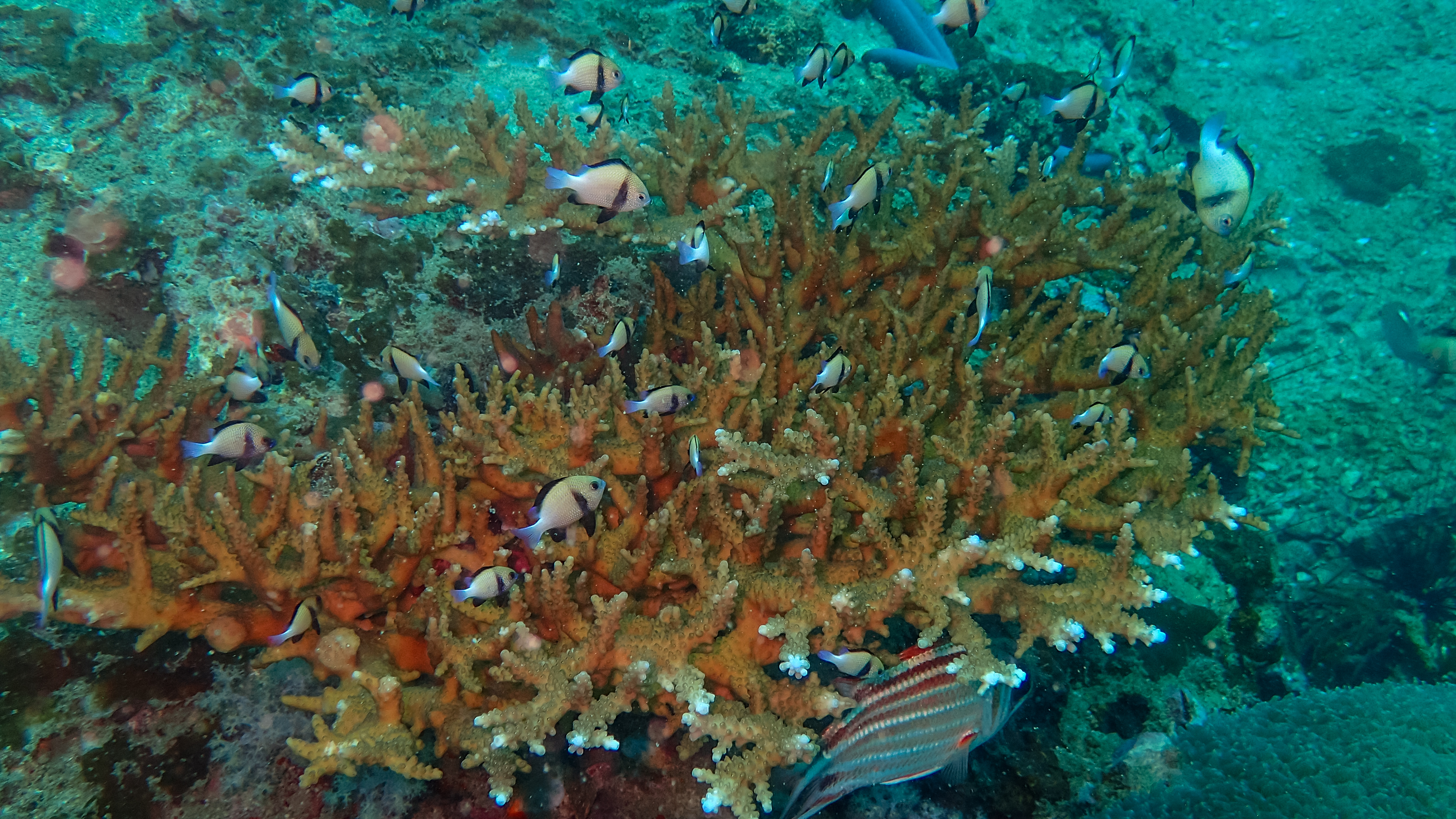
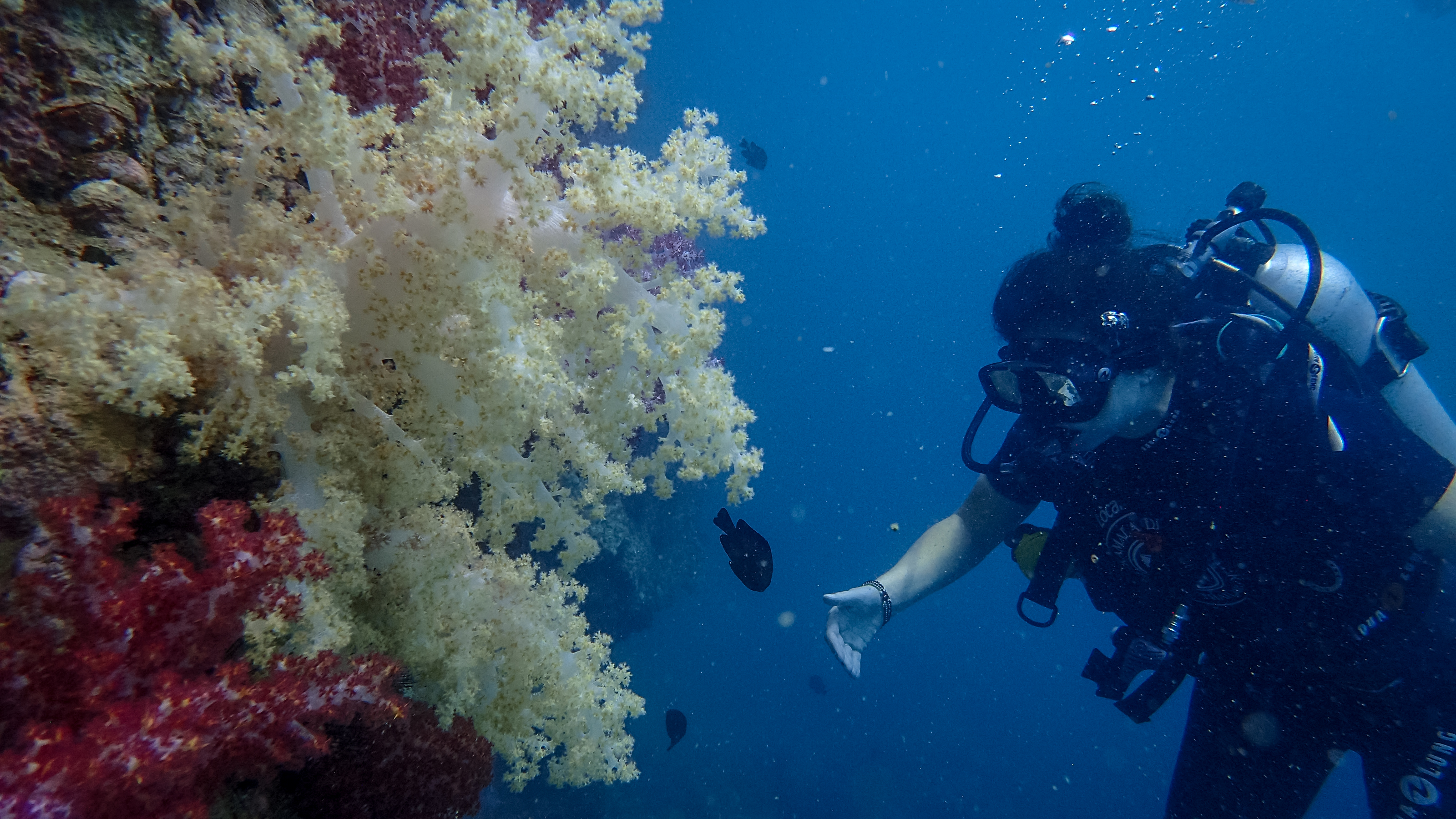
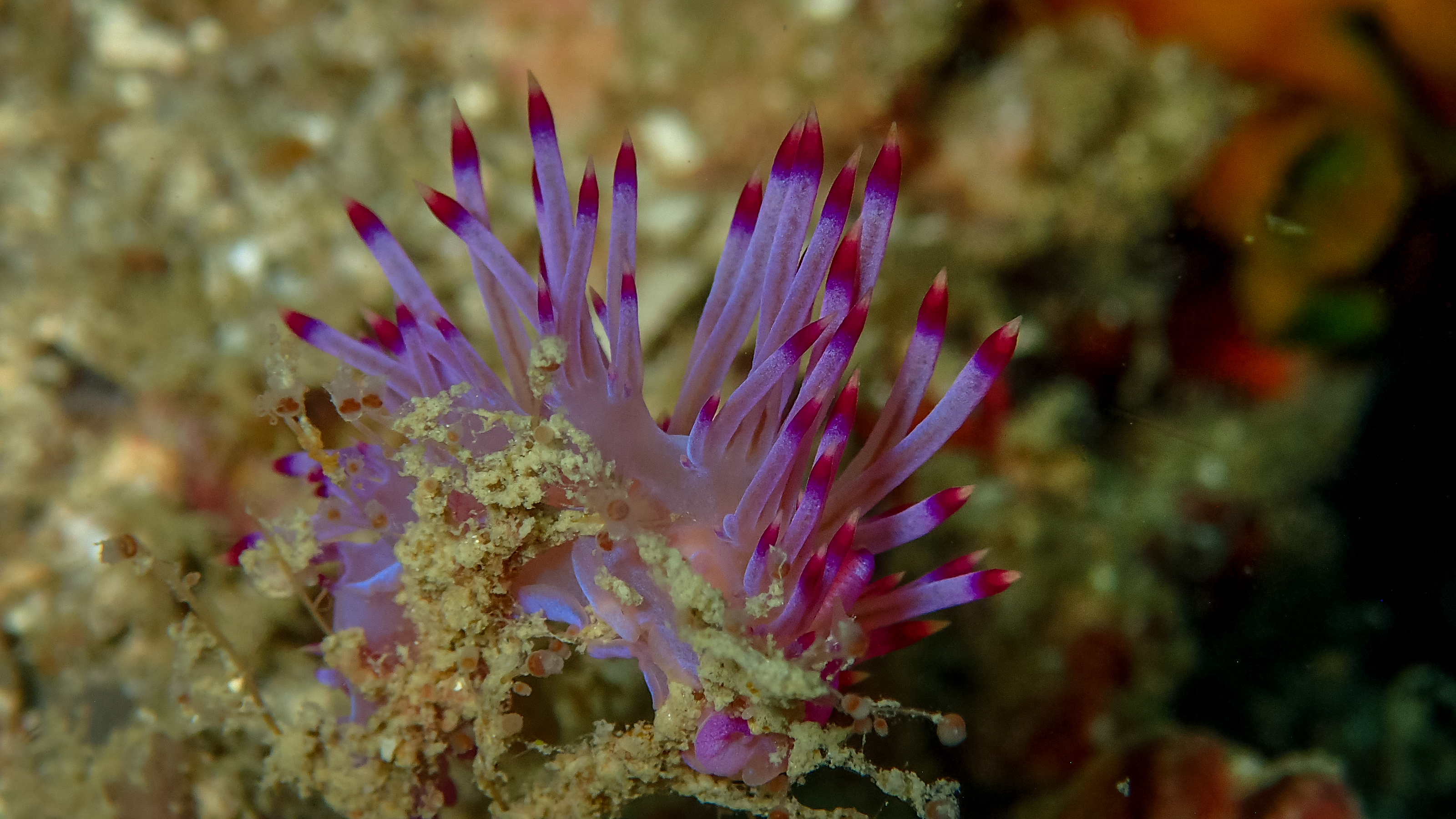
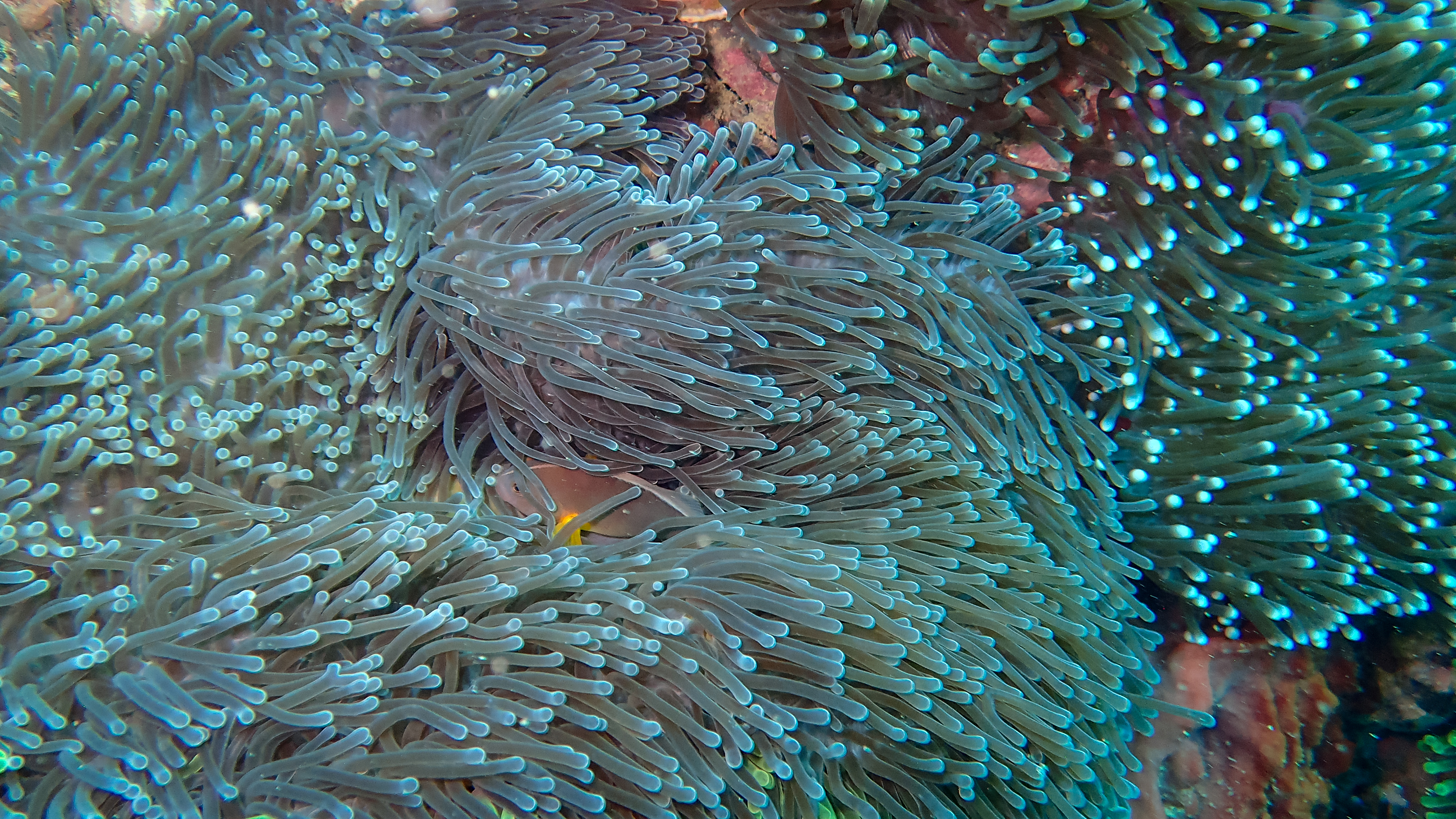
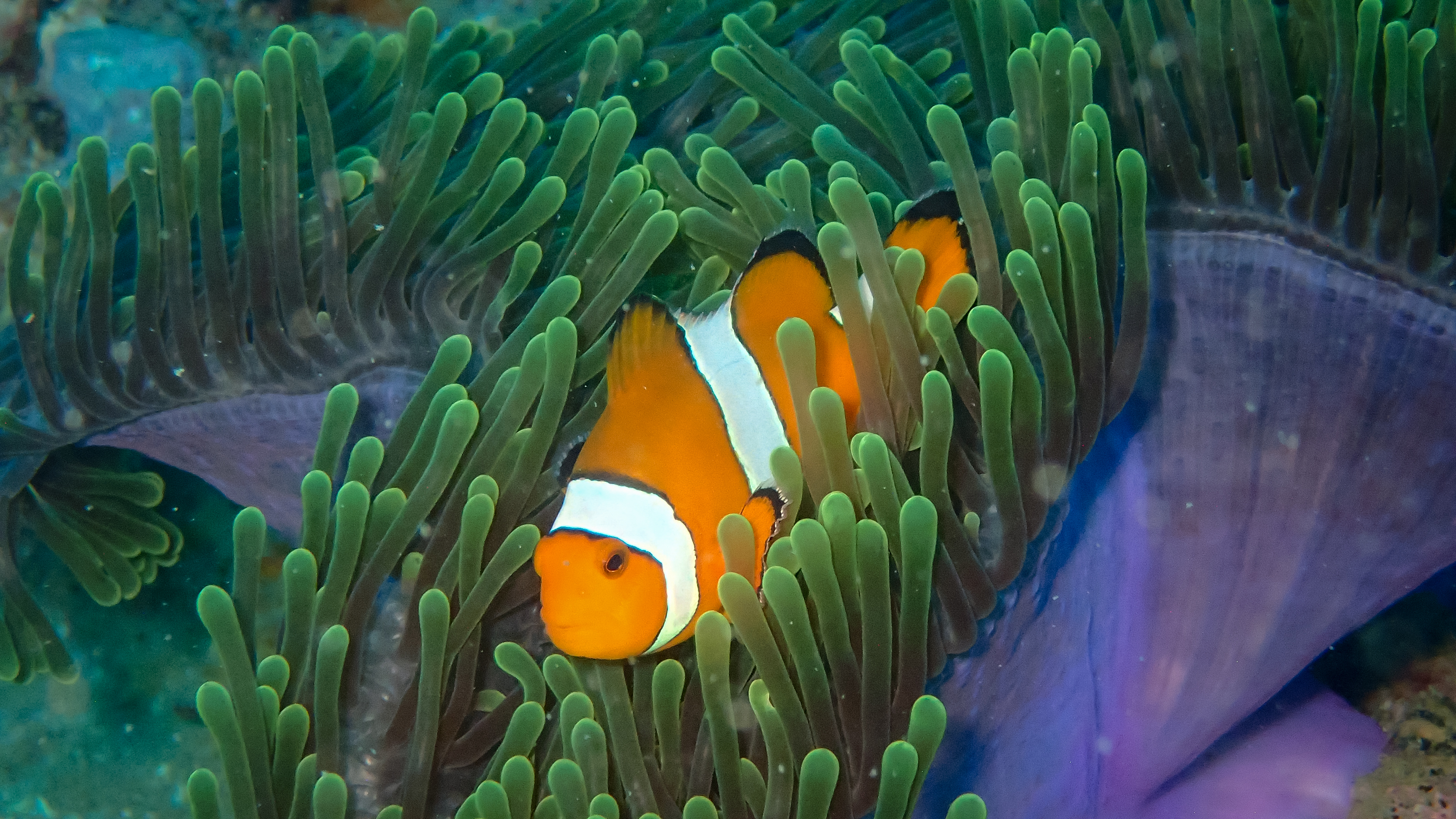
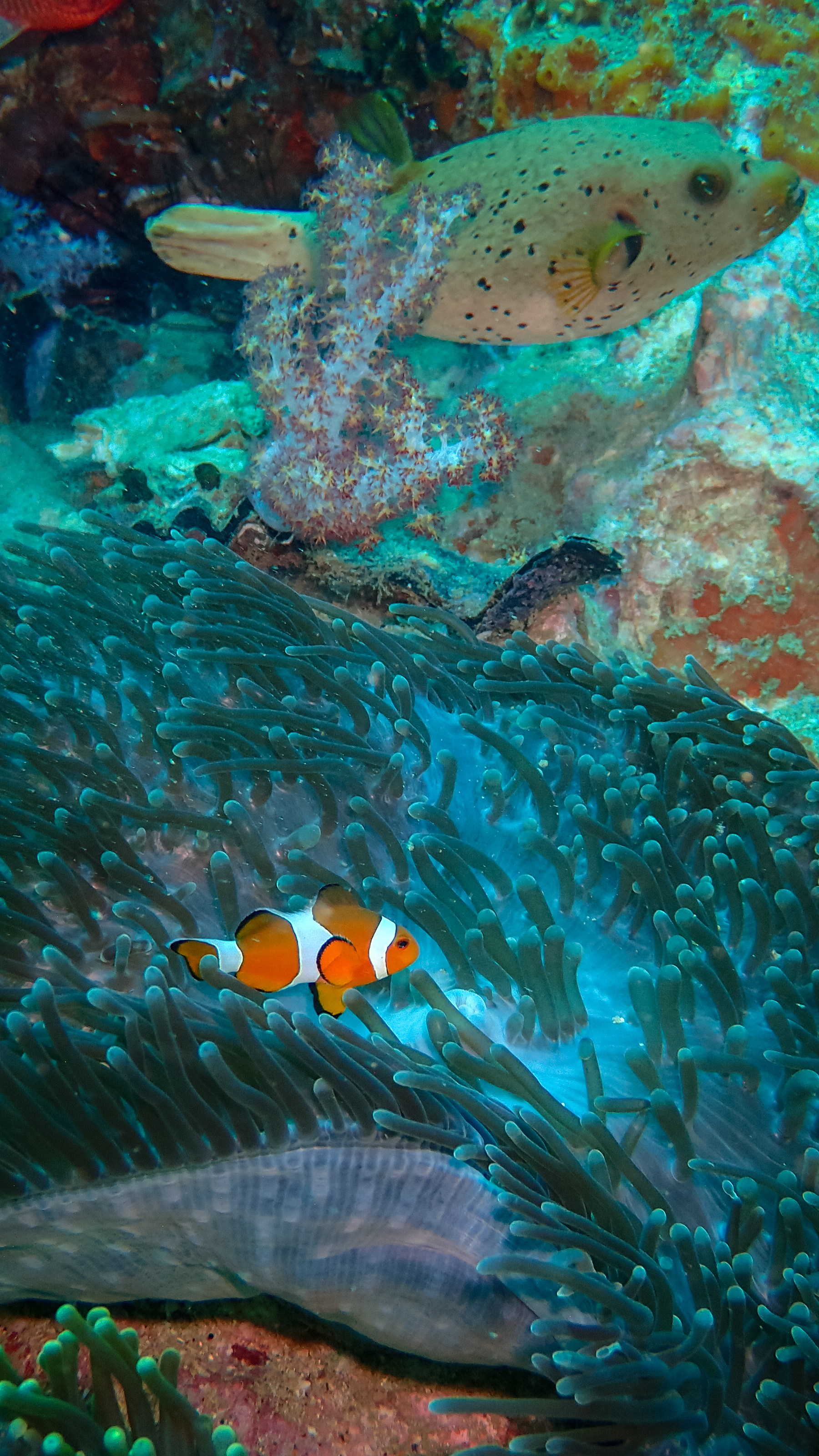
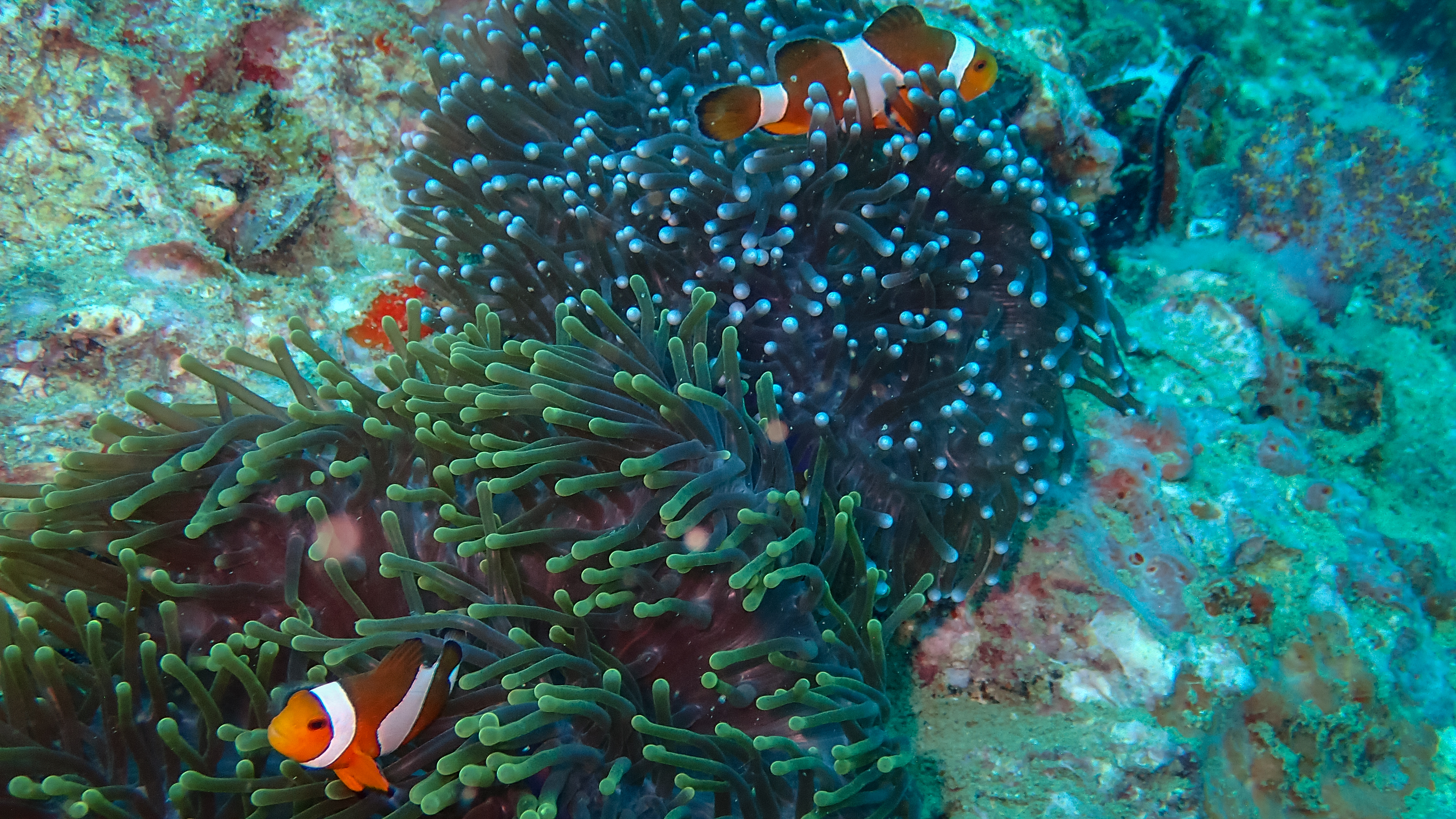
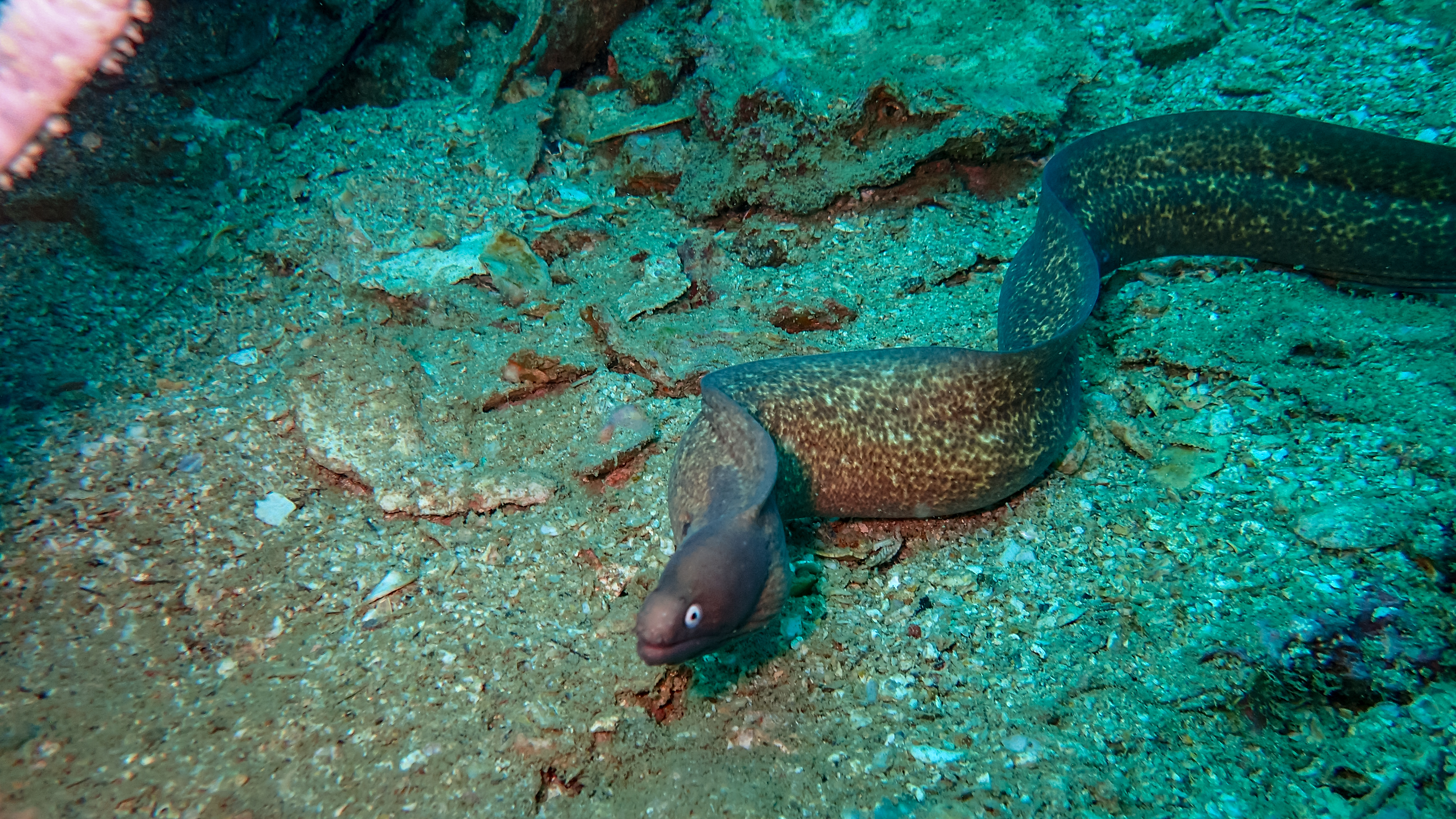
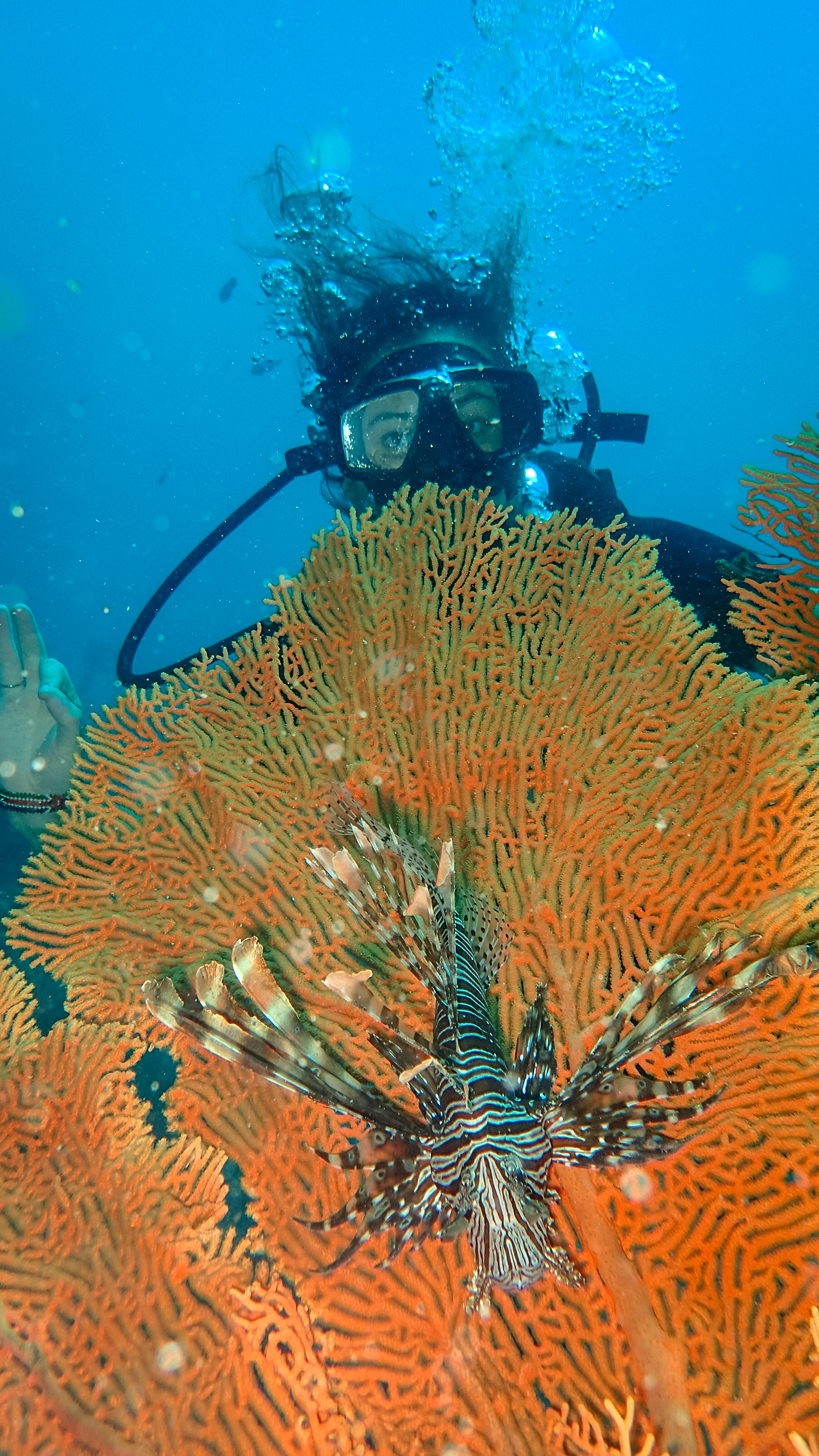
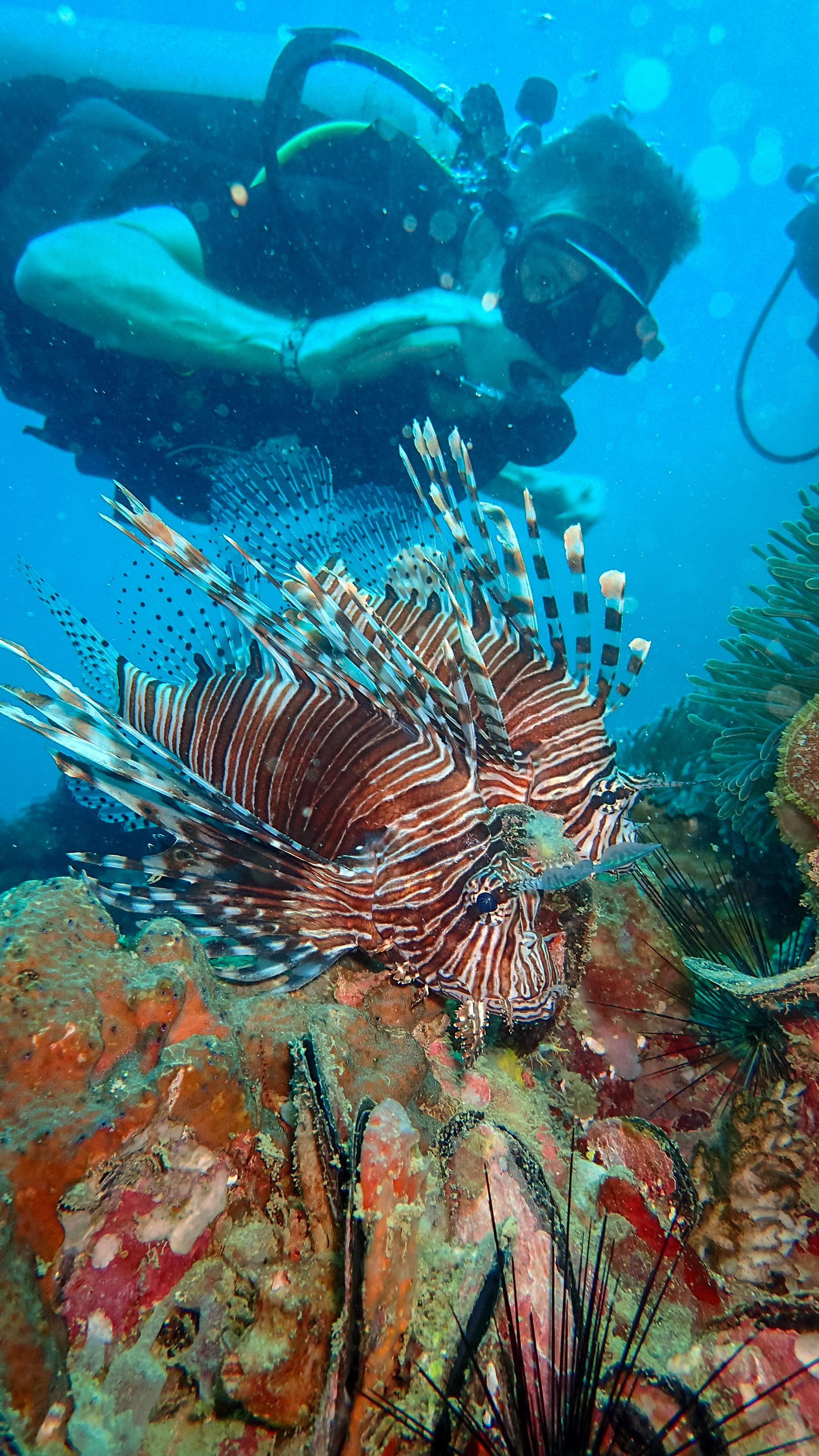
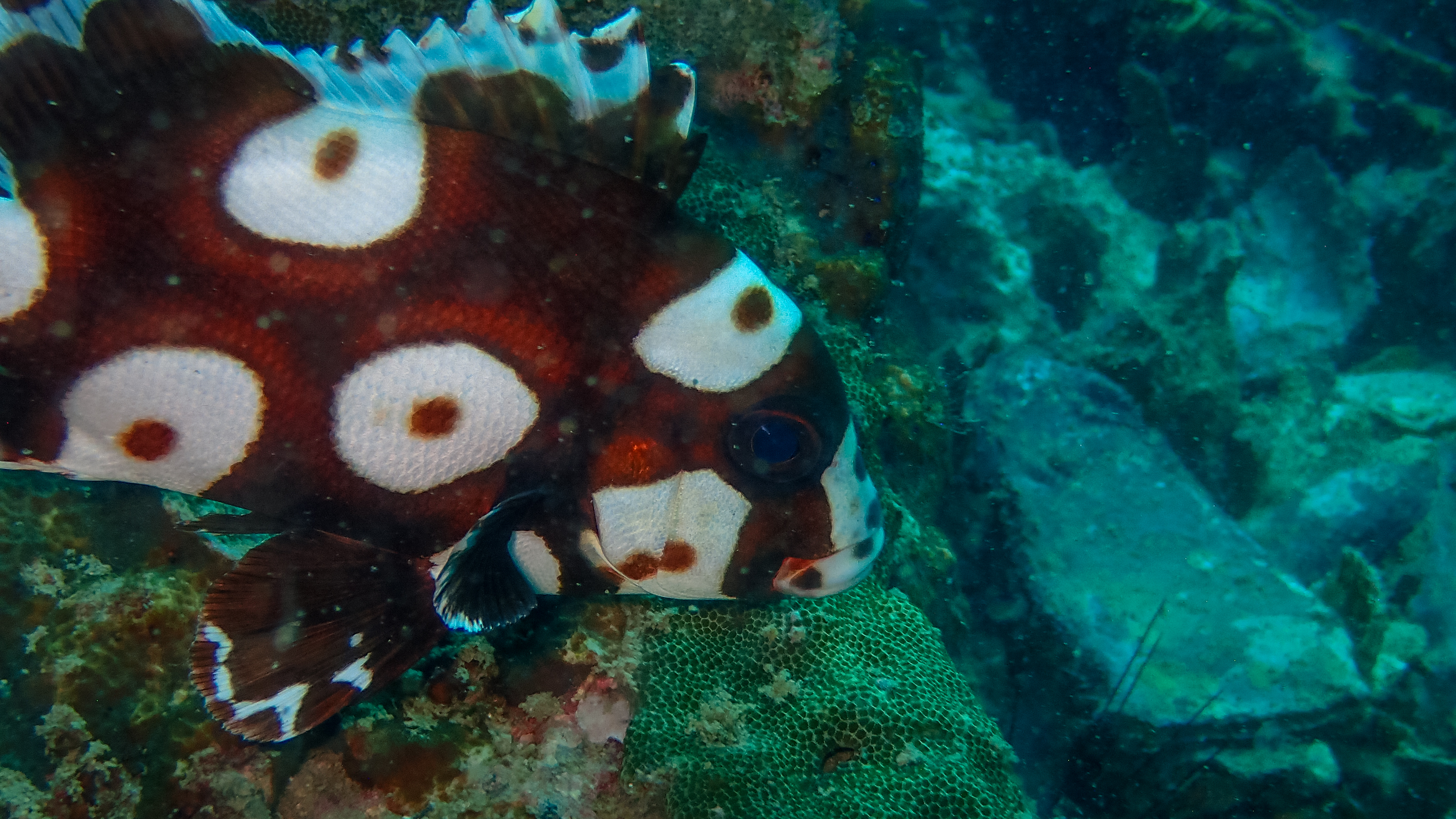
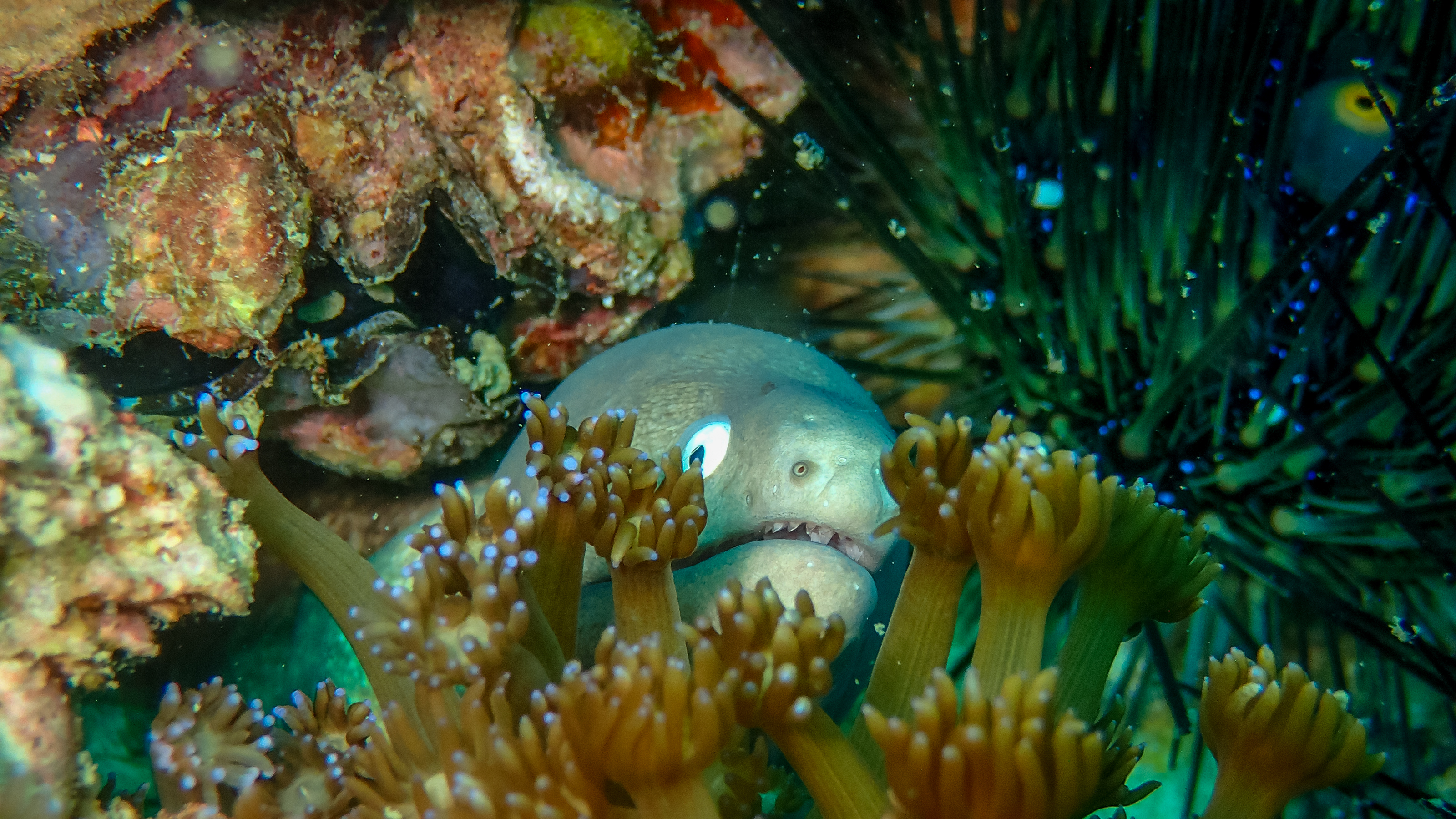
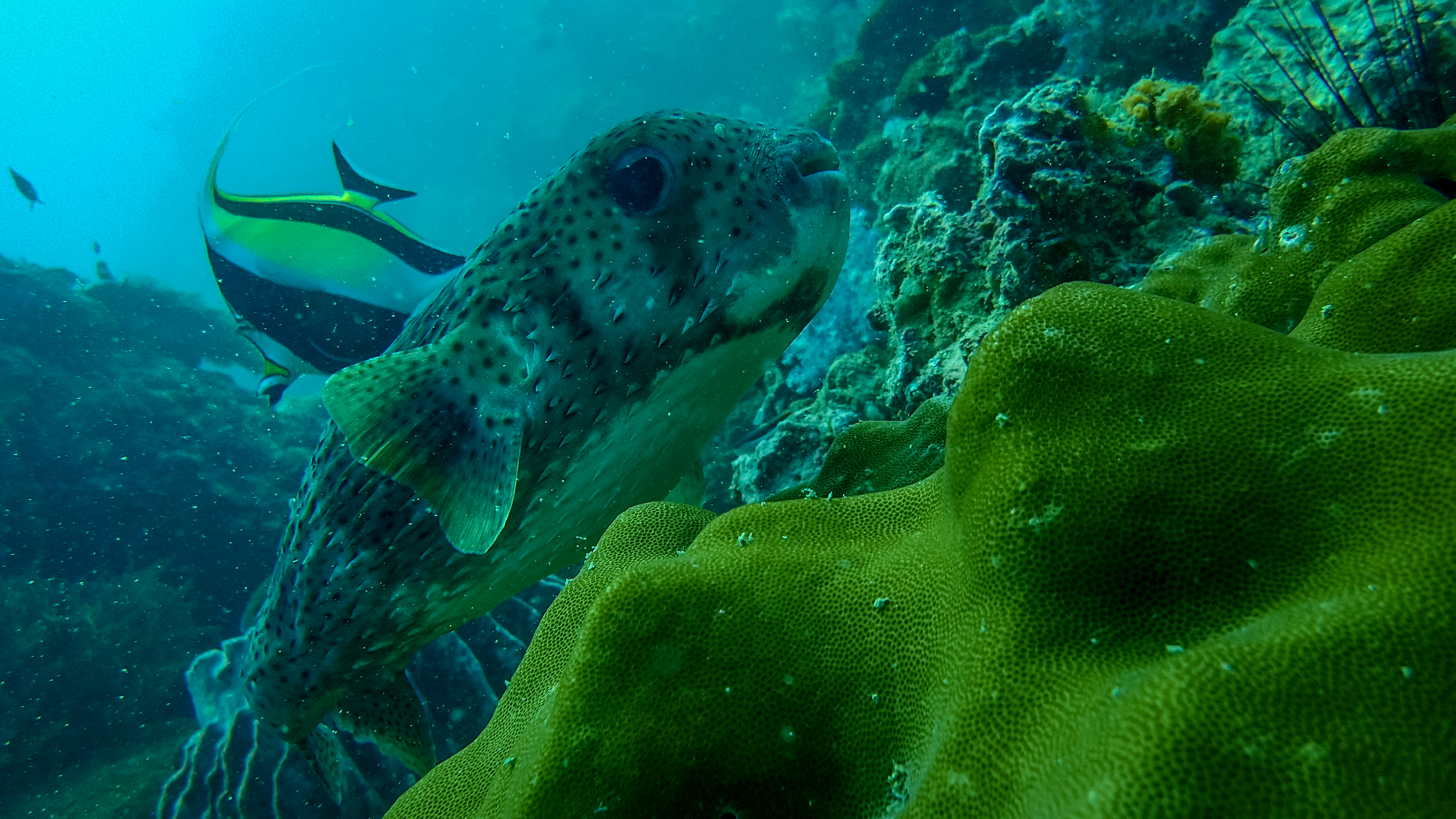
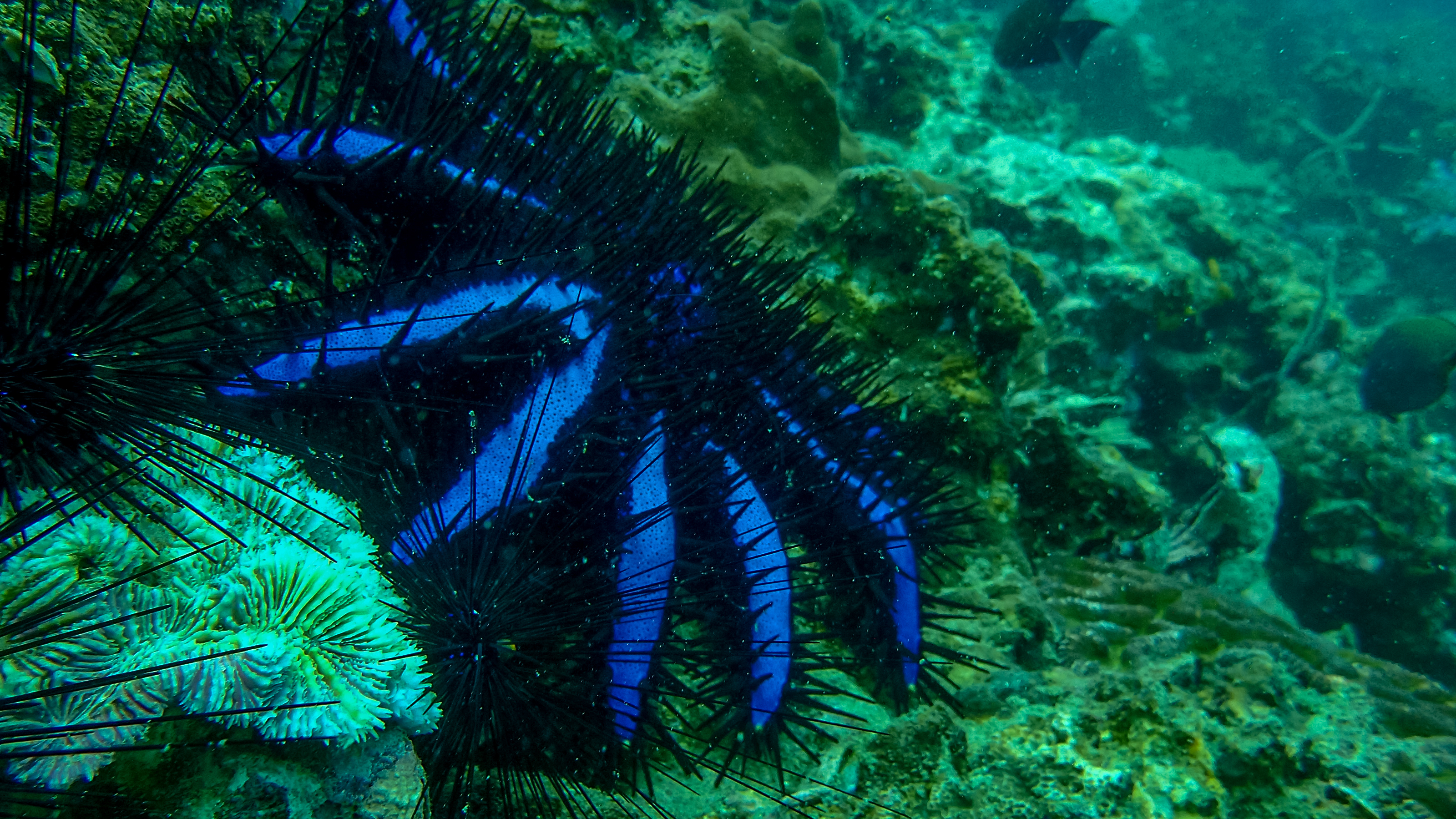
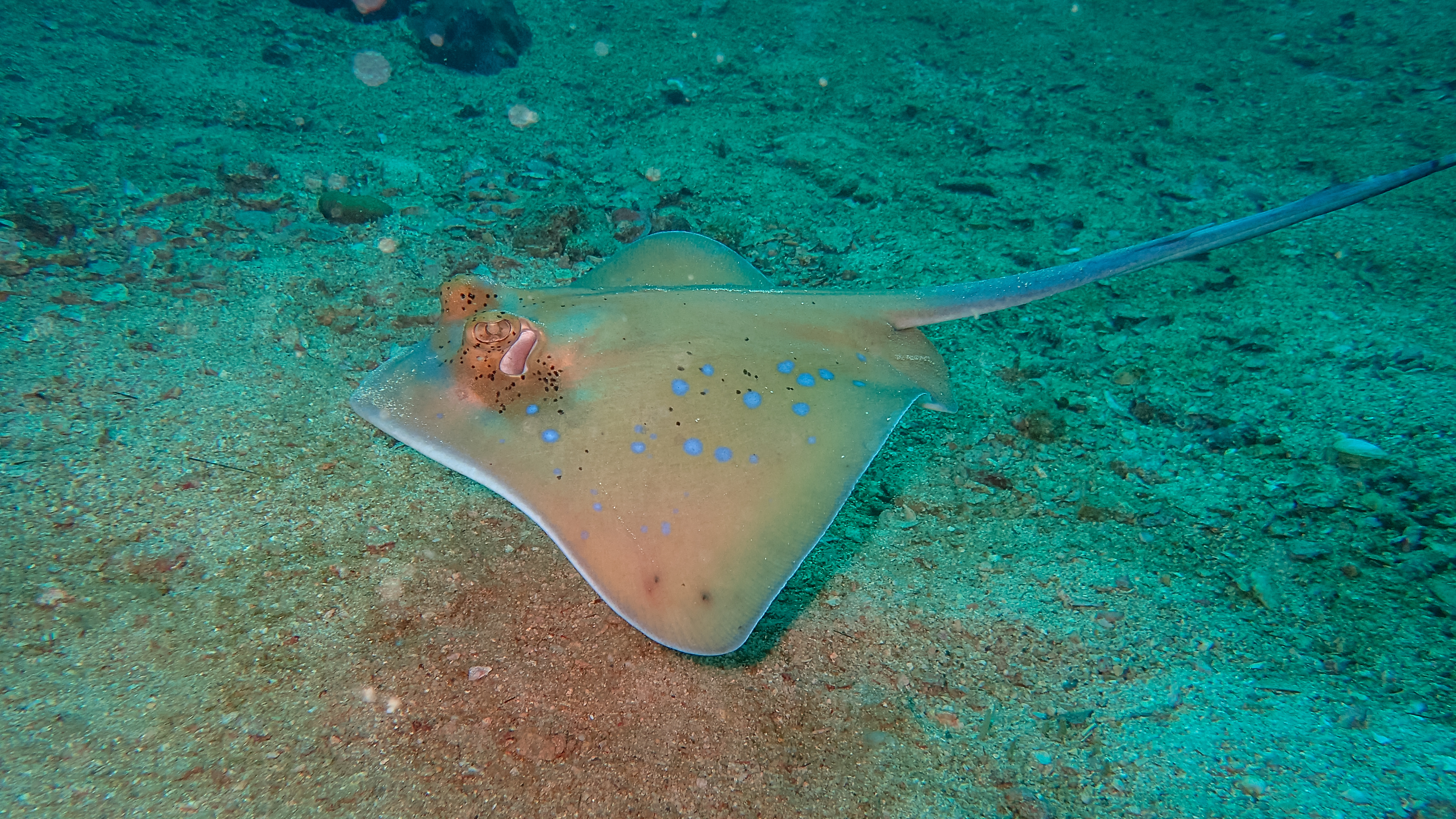
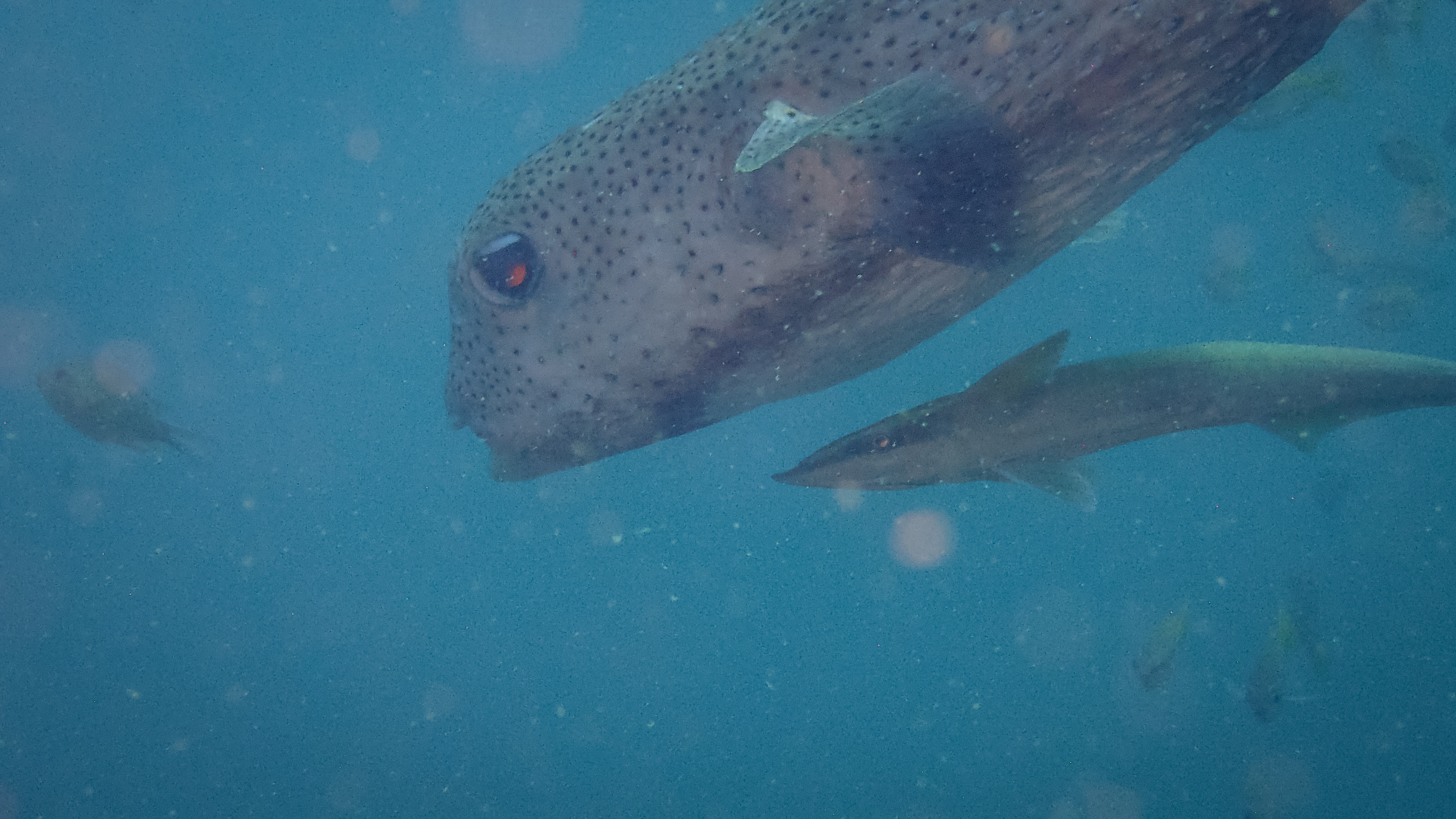
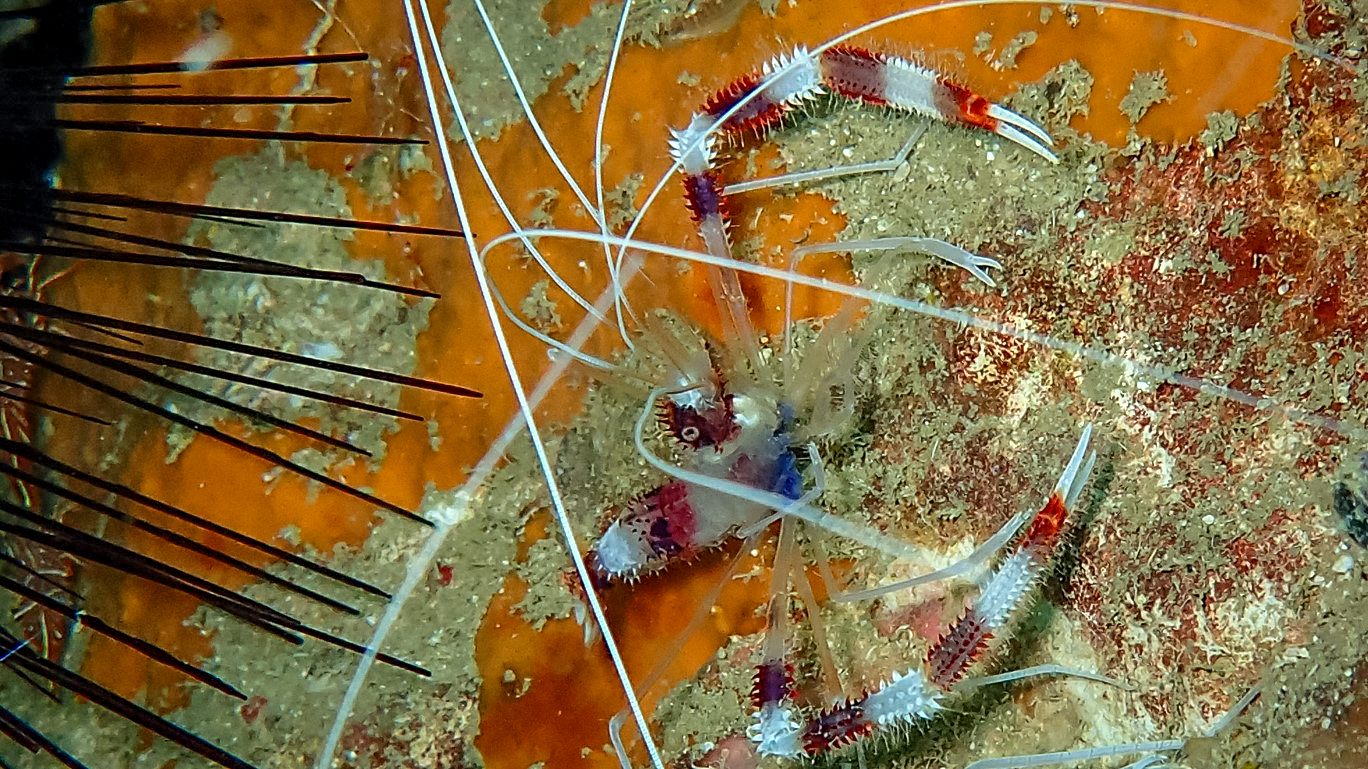
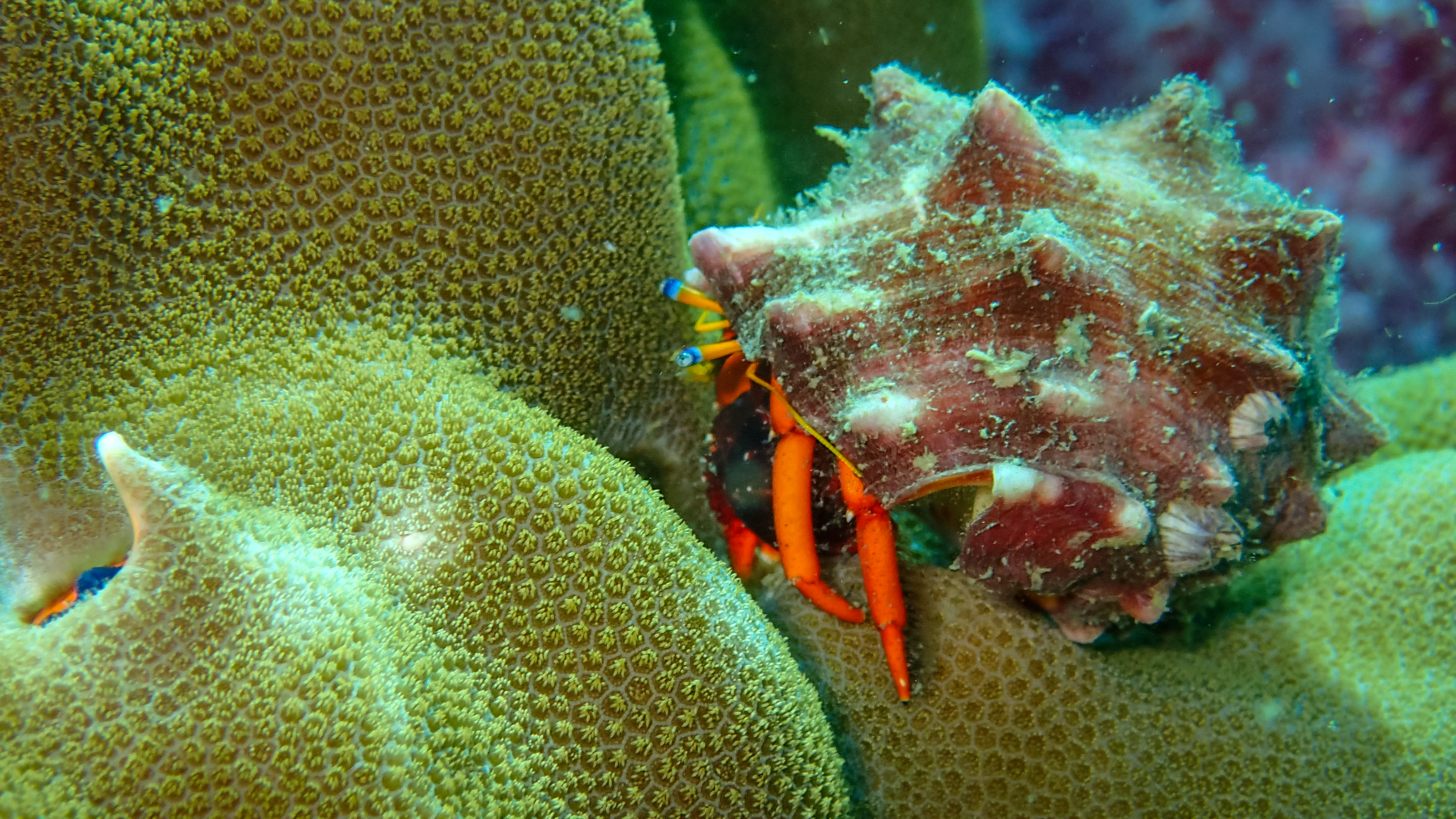
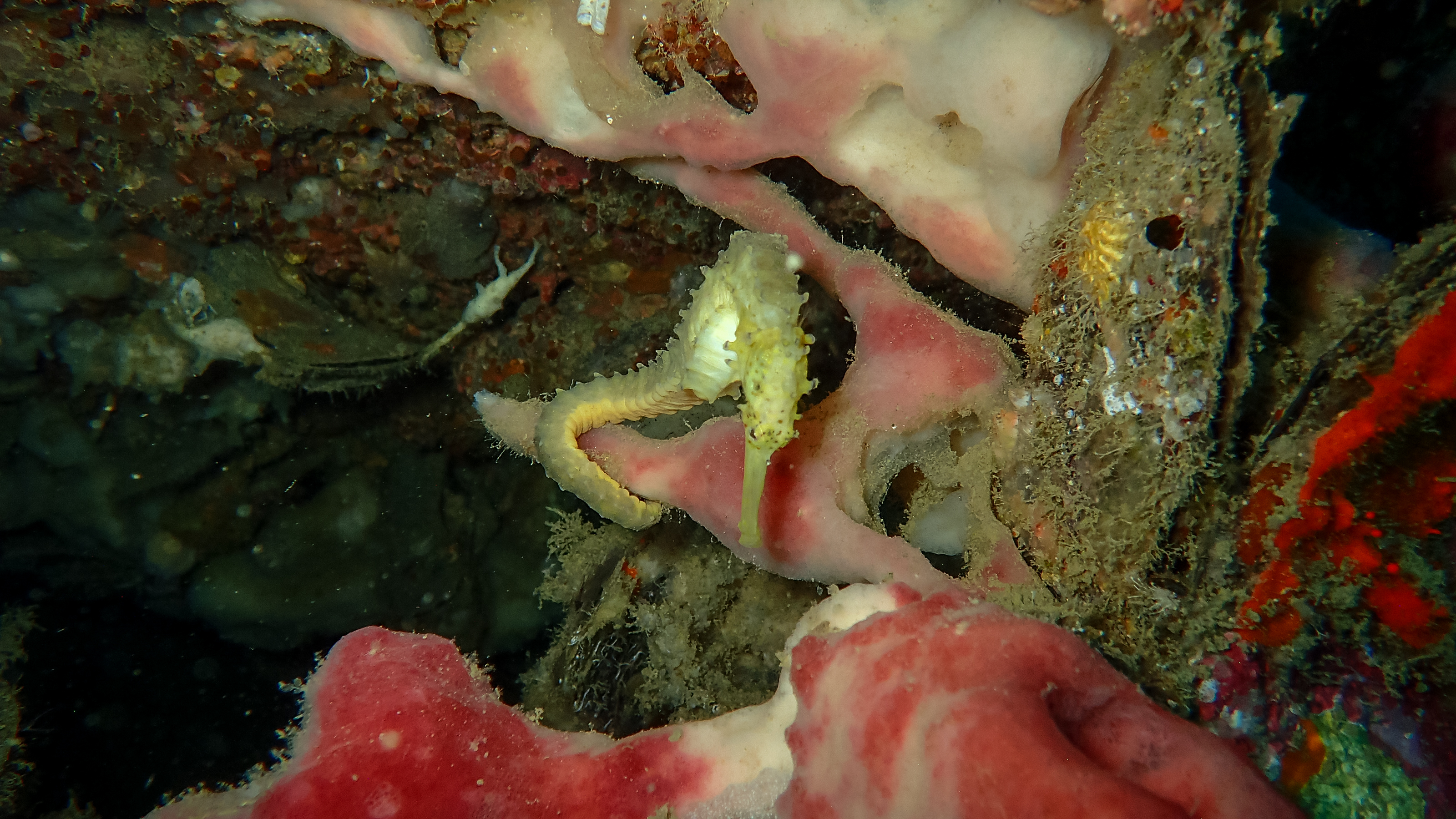
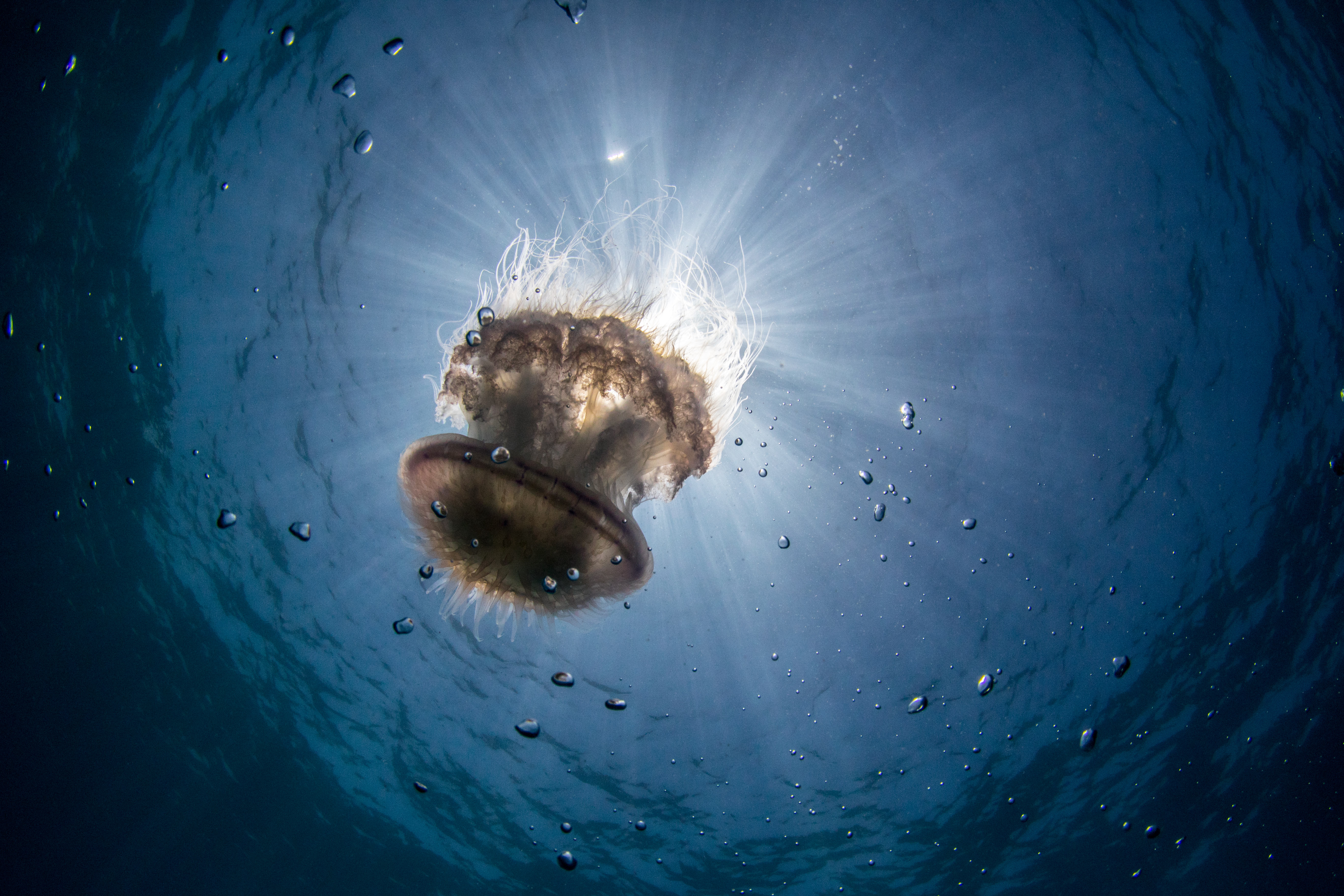
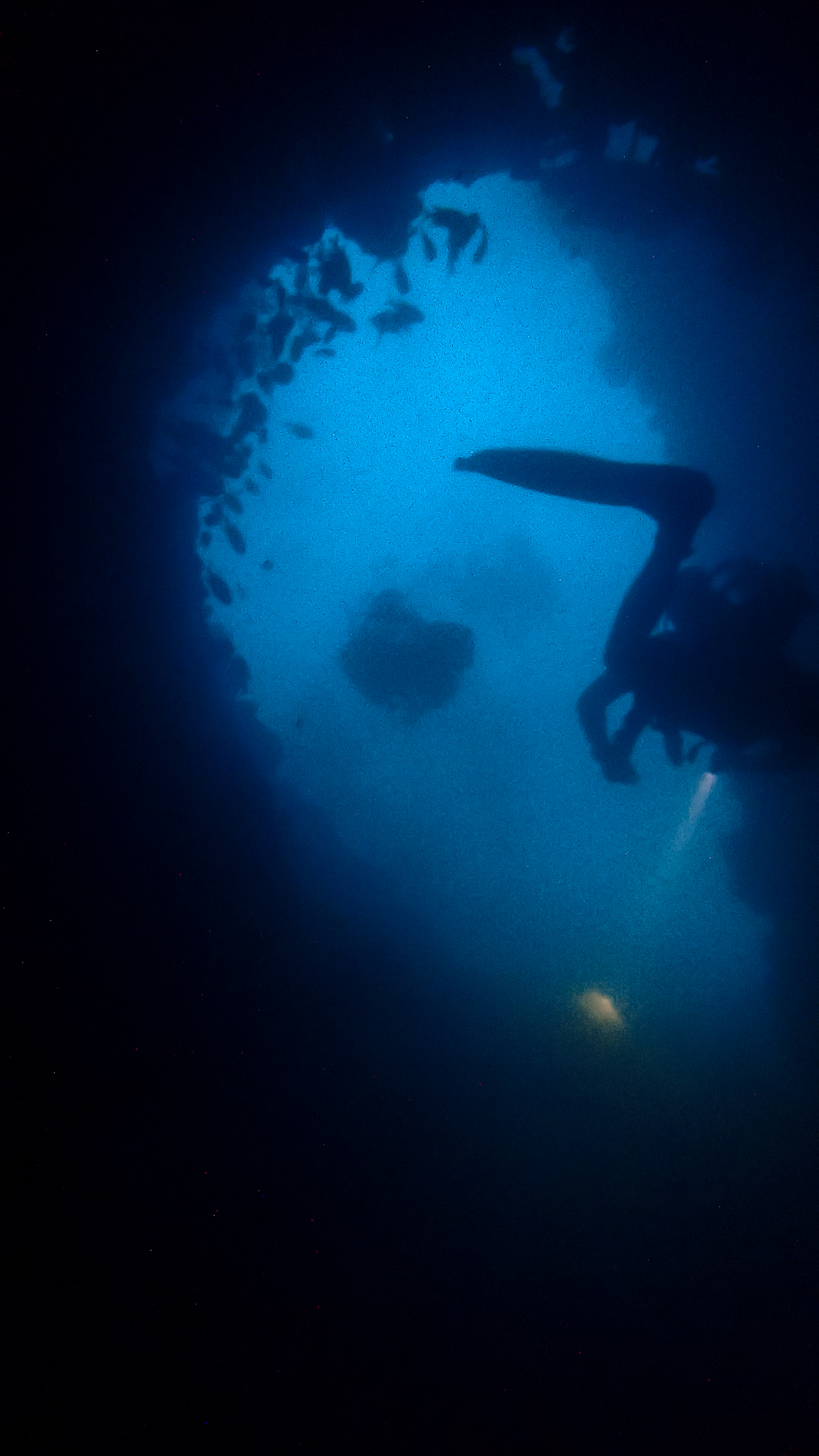

Quelques requins pêchés par les marins au large de Phuket ...
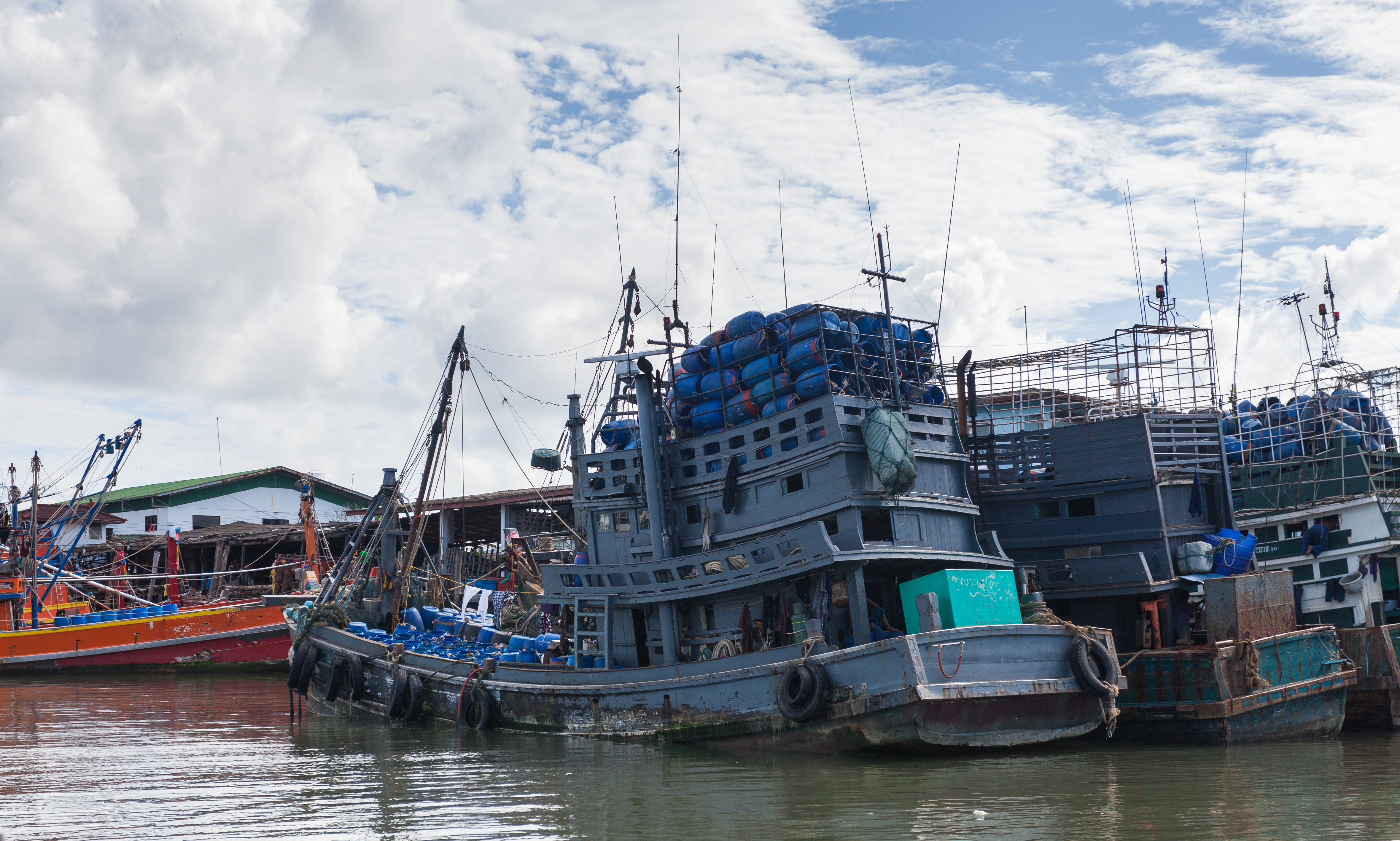
Port de Phuket
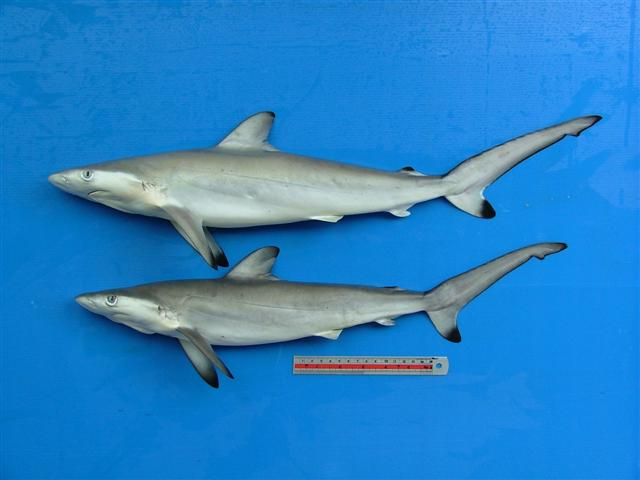
Requins à queue tachetée
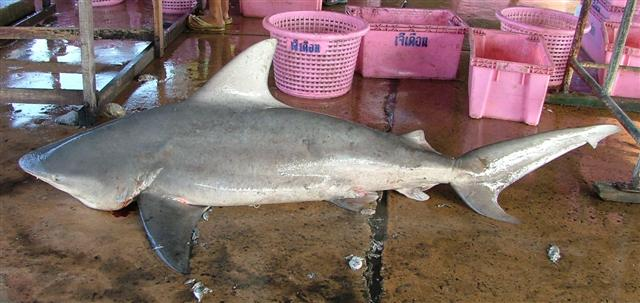
Requin balestrine
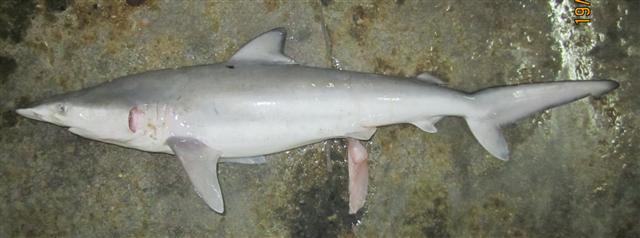
Requin cuivre
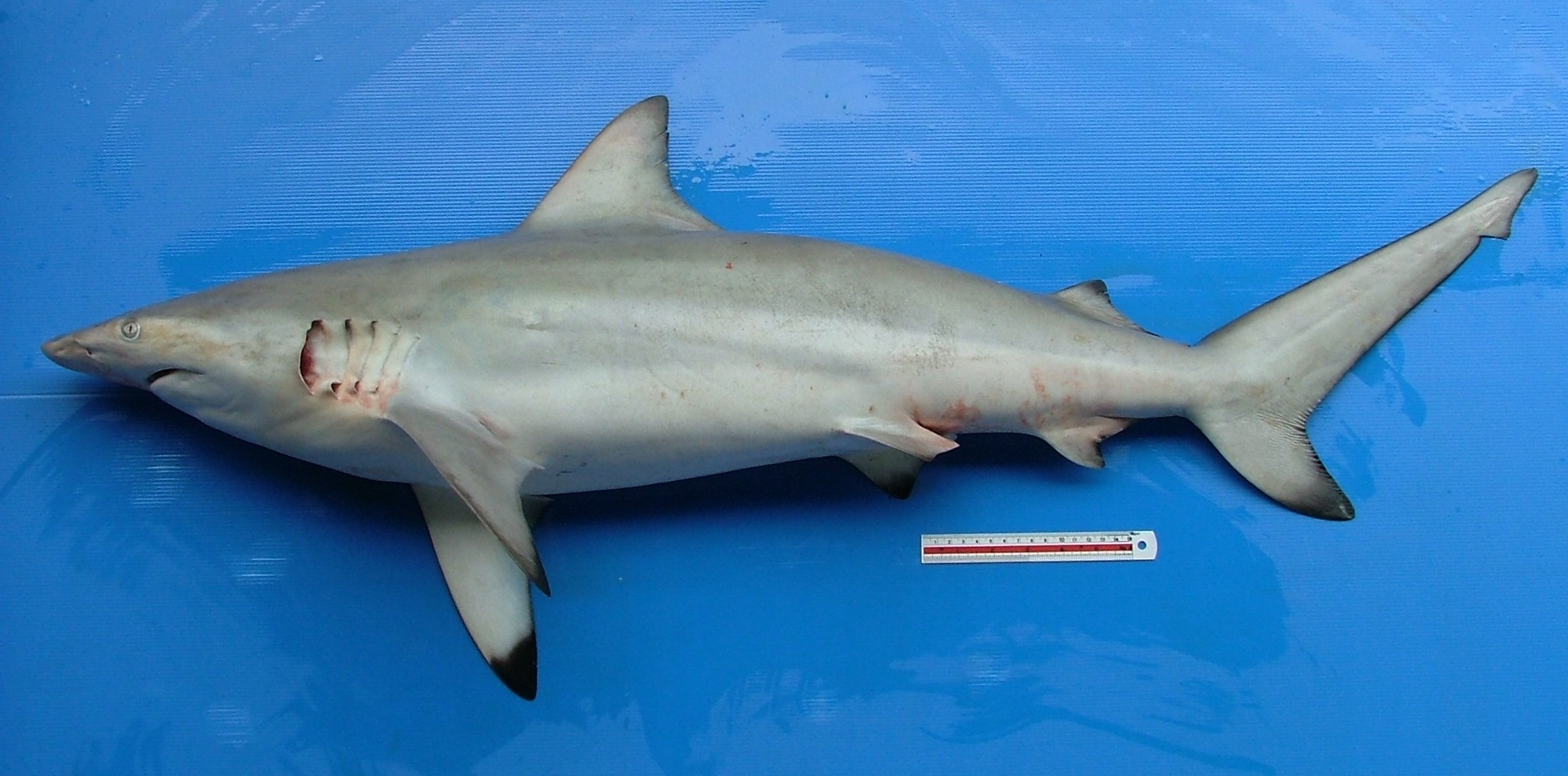
Requin gris de récif
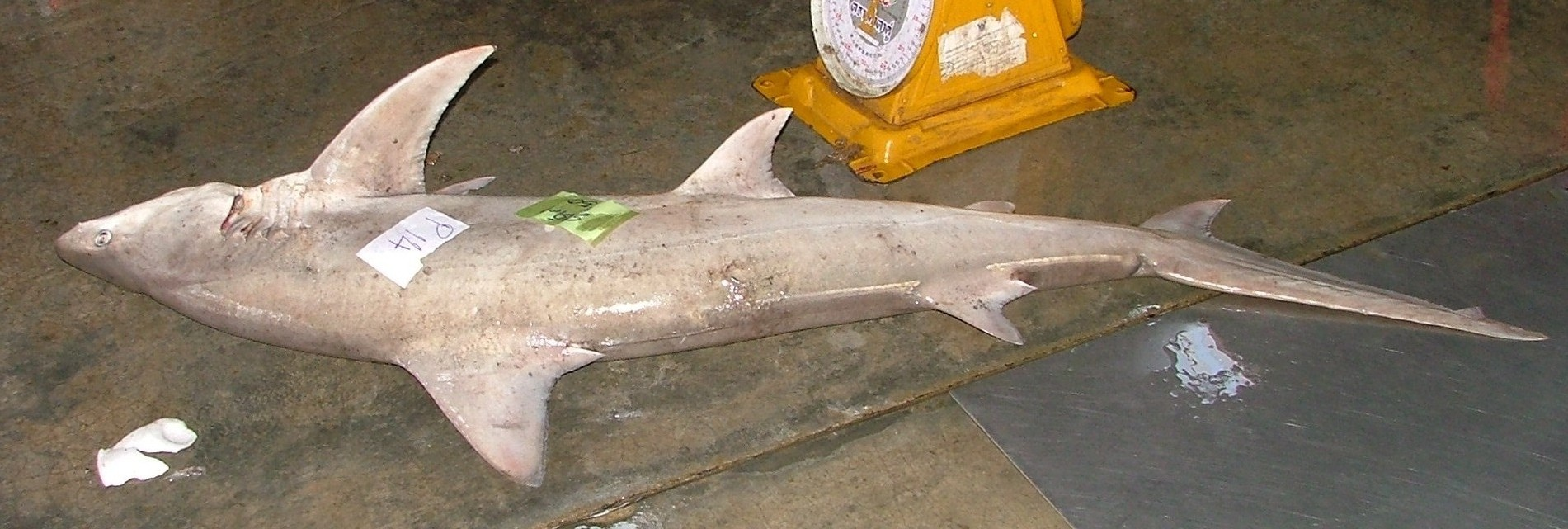
Requin Hemipristis elongata
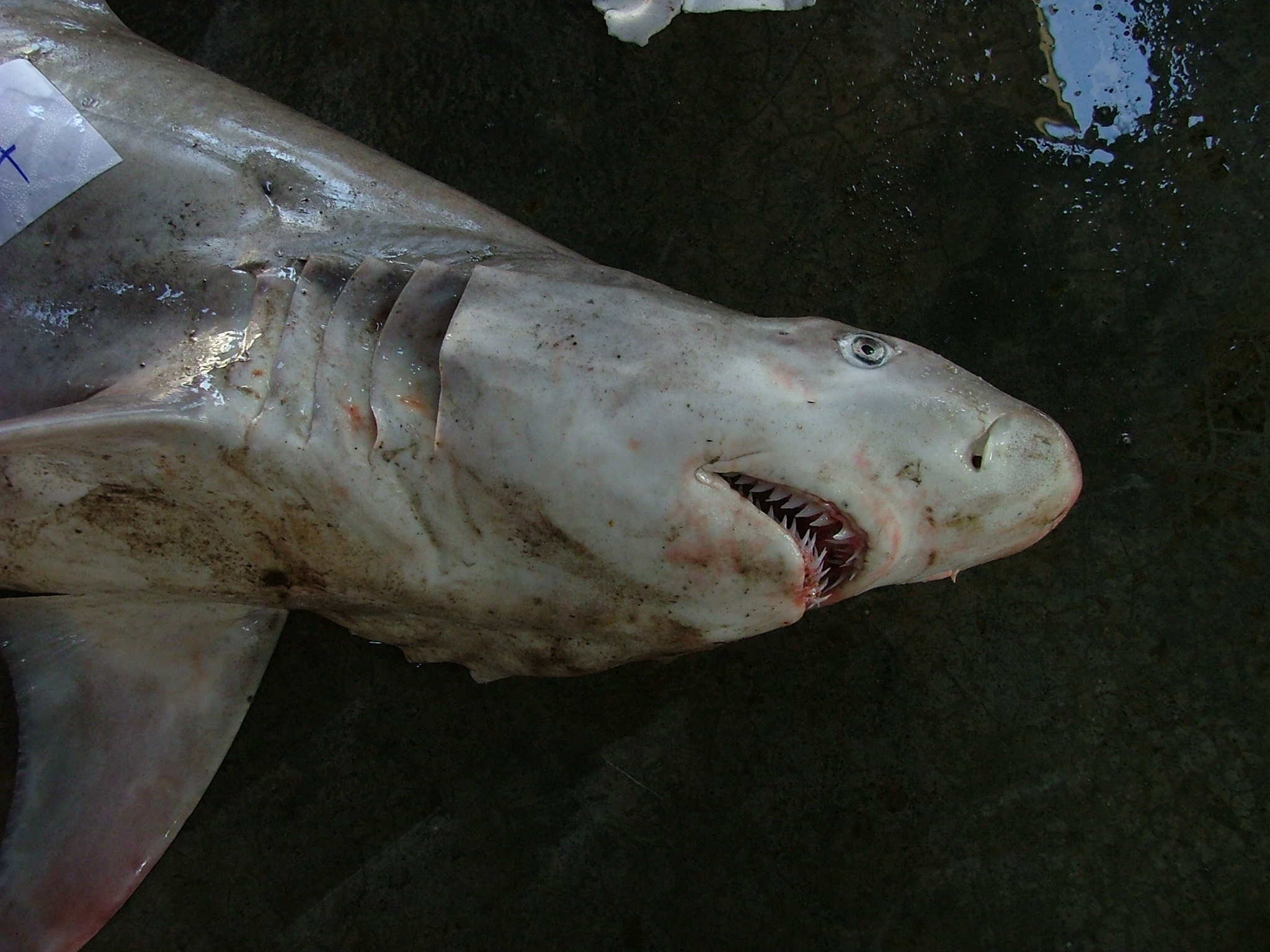
Requin Hemipristis elongata
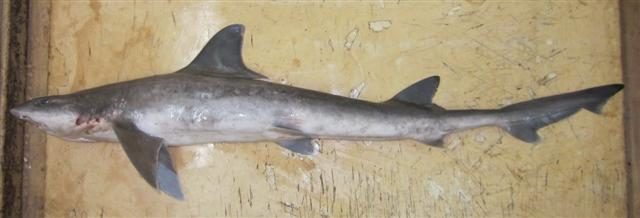
Requin Mustelus mosis

## Menaces

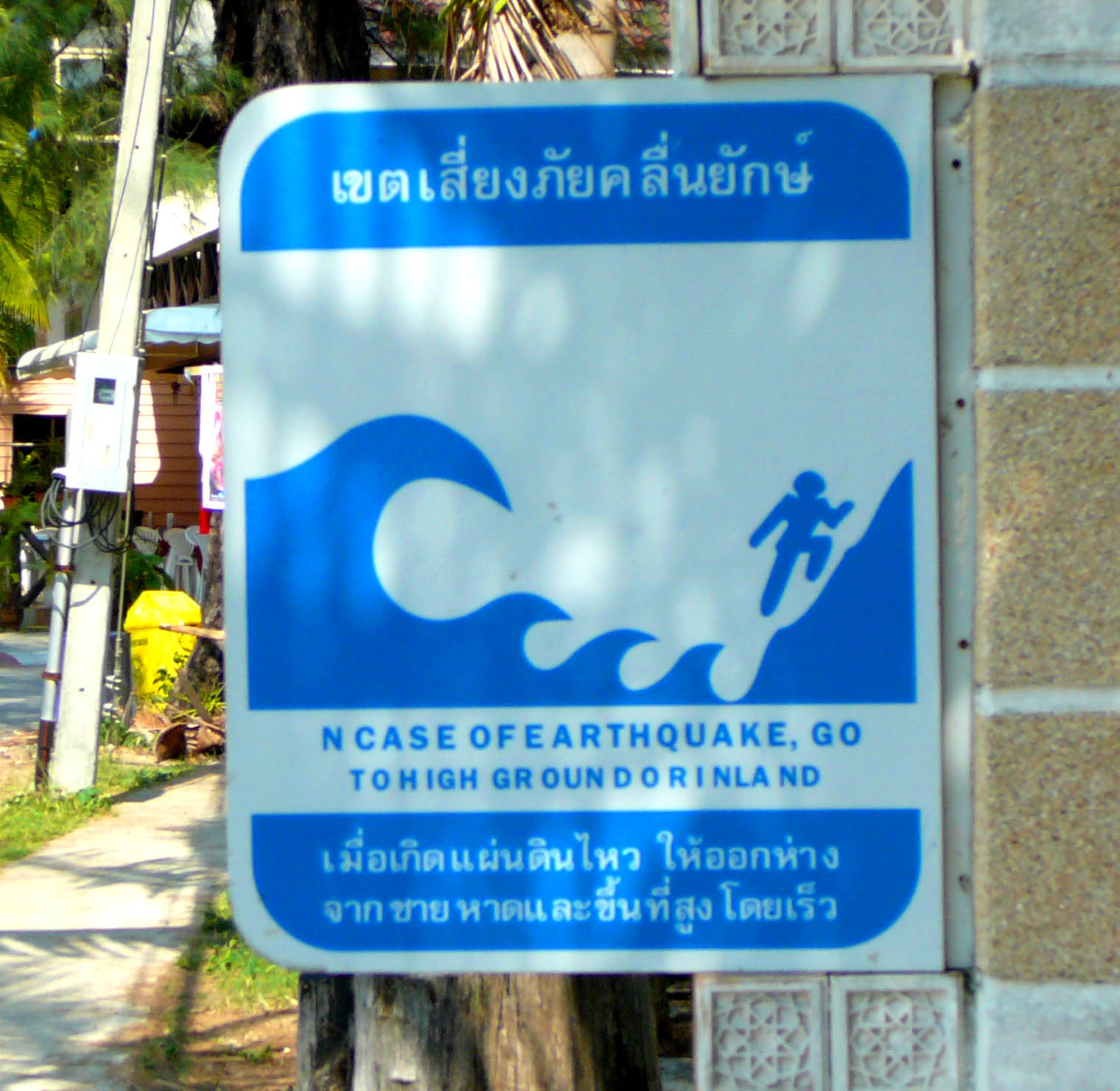
Panneau de signalisation du risque de tsunami

L'île de Phuket est fréquemment victime de catastrophes naturelles : par exemple, tout comme sa voisine de Phi Phi, la côte occidentale de la province de Phuket a été très sinistrée et endeuillée par le tsunami provoqué par le séisme du 26 décembre 2004,, même si aujourd'hui il ne subsiste plus aucune trace visible de cet événement, si ce ne sont des mémoriaux que l'on retrouve dans plusieurs endroits du littoral et sur les îles dépendant de la province ; de plus, cette région est régulièrement frappée par des typhons.

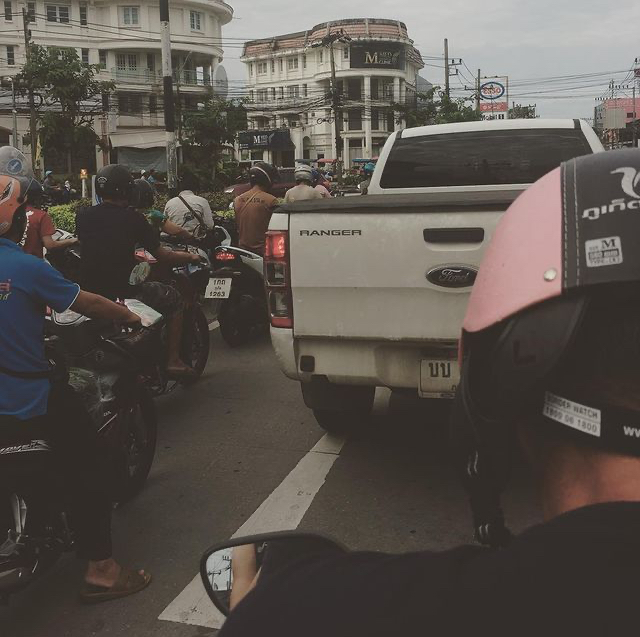
Embouteillage et la pollution qui en résulte à Phuket, janvier 2021

Le réchauffement climatique et l'acidification des océans ainsi que la pollution de l'eau, de l'air et sonore et aussi les innombrables déchets plastiques... constituent aussi de sérieuses menaces pour l'environnement mais aussi pour l'attractivité touristique de l'île : 
- en 2019, plus de 10 % des coraux au large de Phuket sont en train de blanchir (ce qui les conduit à la mort) en raison du réchauffement de la mer[16] ;
- l'approvisionnement de la population en eau potable devient problématique[17],[18] ;
- pollution par les pesticides et les insecticides utilisés dans l'agriculture et dans les plantations d'hévéa ;
- etc.

## Symboles

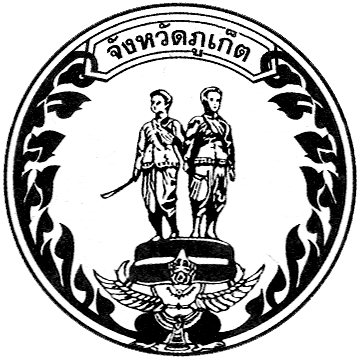
Sceau de la province de Phuket.

Le sceau provincial montre les deux héroïnes de la province, Thao Thep Kasattri et Thao Sri Sunthon.
L'arbre provincial est le bois de rose de Birmanie (Pterocarpus indicus), et sa fleur la fleur de poivre (Bougainvillea sp.).

## Divisions administratives

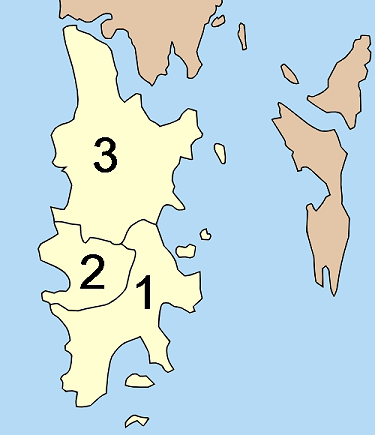
Les trois subdivisions de la province de Phuket.

Phuket est divisé en trois circonscriptions (Amphoe), qui sont subdivisées en 17 communes (Tambon) et 103 villages (Muu-baan).
1. Mueang Phuket
2. Kathu
3. Thalang

## Édifices religieux
- Big Buddha de Phuket, ou le Grand Bouddha de Phuket, est une statue de Maravija Buddha.
- Wat Phra Thong (Temple du Bouddha d'or), Wat Suwan Khuba (ou Wat Tham ; Temple de la grotte), Wat Rat Uppatham (ou Wat Bang Riang) etc.[19]